# Led Zeppelin
A Led Zeppelin brit rockegyüttest 1968-ban alapította Jimmy Page gitáros, Robert Plant énekes, John Paul Jones basszusgitáros és John Bonham dobos. Aktív időszaka hivatalosan 1968. október 4. – 1980. december 4. közé esik, valójában azonban 1968 augusztusa és 1980. szeptember 25. között működtek együtt. A tagok a Led Zeppelin pályafutása alatt nem készítettek szólólemezeket, időnként dzsemmeléseken vettek részt, vagy felvételeken működtek közre barátaikkal. Az együttes a teljes fennállása alatt ugyanazokból a tagokból állt.
A korai albumaikon jellemzően a blues-, folk- és pszichedelikus hatásokat integrálták az elektromos hangzással, ezzel egyedi megszólalást hozva létre. Bár a kritikusok annak idején még eléggé vegyesen fogadták az albumaikat, rajongótáboruk folyamatosan nőtt. Az 1970-es években rengeteg nagy sikerű koncertet adtak világszerte.
Zenéjük sokszínű, blues- és hard rock- mellett folk-, rockabilly-, funk-, reggae- és soul-elemek fedezhetők fel benne, sokan az első heavy metal együttesnek tartják. Nyolc sorlemez, egy dupla koncertalbum és egy koncertfilm fémjelzi a zenekar tizenkét éves munkáját az aktív években. Bonham 1980-as halála után gyakorlatilag azonnal feloszlottak, és már csak egyetlen, a működés egészét reprezentáló, korábban felvett, de kiadatlan anyagot tartalmazó albumot állítottak össze. Az Egyesült Királyságban egyetlen kislemez sem jelent meg albumaikról, mert azokat sérthetetlen egésznek tartották. Nem csak az albumokat önmagukban, hanem az azokon szereplő dalok sorrendjét is. (Amerikában a kiadójuk a tagok beleegyezése nélkül jelentetett meg kislemezeket.)
A Led Zeppelin egyike a könnyűzene legsikeresebb és legelismertebb együtteseinek. Világszerte mintegy 300 millió albumot adtak el, ebből csak az Egyesült Államokban 111 milliót. Korai alkotásaik kemény, gitárvezérelt hangzásával a hard rock és heavy metal stílus legelső képviselői közt voltak, hatásuk a műfaj egészére döntő jelentőségű. A Rolling Stone magazin „az 1970-es évek legnagyobb együttesének” nevezte, a Rock and Roll Hall of Fame szerint „olyan befolyással voltak az 1970-es évekre, mint a Beatles az 1960-as évekre”. Máig a Led Zeppelin az egyetlen együttes, melynek az összes albuma felkerült a Billboard Top 10 listájára. 1975-ben rekordot döntöttek azzal, hogy az összes addig megjelent lemezük fent volt egyszerre az amerikai toplistákon. A VH1 zenecsatorna 100 Greatest Artists of Hard Rock listáján a Led Zeppelint sorolta az első helyre.
2007. december 10-én az együttes három tagja újra együtt zenélt az Ahmet Ertegün emlékére rendezett koncerten, a londoni The O2 arénában.

## A Led Zeppelin jelenség
A Led Zeppelin sok tekintetben az 1970-es évek legnagyobb hatású rockzenekara. A rockzene menedzselésétől a megakoncertek rendezéséig példát adott a műfajnak. Minden albumuk önálló hangzásvilágú és stílusú, ugyanakkor albumon belül is változatos. Ezt a fajta gazdag hangzásvilágot azonban saját korukban a kritika inkább hibának vélte. Minden egyes újabb albumot a megelőzőhöz hasonlítottak, és kifogásolták a másságot. Legkirívóbb példái ennek a két utolsó album, amelyek egyértelműen rossz kritikát kaptak megjelenésük alkalmával. Ma már tudható, hogy ezek közül a Presence a hard-rock egyik legmaradandóbb albuma.
Jimmy Page, teljes nevén James Patrick York Page (húros hangszerek általában, így gitár, slide-gitár, tamburin, mandolin); Robert Plant, teljes nevén Robert Anthony Plant (ének, szájharmonika), John Paul Jones; eredeti nevén John Baldwin (basszusgitár, mandolin, slide-gitár, billentyűs hangszerek, zongora, mellotron, farfisa); John 'Bonzo' Bonham, teljes nevén John Henry Bonham (dob és egyéb ütőhangszerek), valamint menedzserük, Peter Grant; így öten alkották azt a jelenséget, amelyet Led Zeppelinnek neveznek.
A menedzser irányában megnyilvánuló végtelen bizalomra jellemző, hogy az együttes és ő soha nem kötöttek írásban szerződést. Grant egyedülálló érdeme, hogy a kezdeti nagy promóciós turnék után „fiait” hagyta nyugodtan dolgozni, sosem erőltette rájuk elképzeléseit, a zenébe nem szólt bele. Mindenben az ő érdekeiket védte, és ha úgy látta jónak, akár a bevételkiesést is felvállalta. 1975-ben egy olyan egymillió dolláros szerződést utasított el, amely egyetlen koncertre vonatkozott volna.
A zenészek kiegészítették egymást, miközben egyéniségük is megmaradt. A gitárjáték virtuóz, az ének egyéni és karizmatikus, a basszusgitár mindig alapos és hihetetlenül pontos, a dobok pedig önfeledten tördelték szét a lágyabb számokat is. A virtuozitás, a precizitás, az improvizatív készség, a játékosság, a súlyos riffek és lágy dallamok keveréke a Led Zeppelin, amely tulajdonságokat a koncerteken is hozni tudták. Senki sem tolta előtérbe magát, és nem is vonta ki magát a közös teljesítményből. „A három hangszeres együtt vágtatott át az újabb és újabb témákon, szakaszokon, riffeken és ritmusokon, hogy más oldalról is megmutassák az adott zenét, hogy tempót váltsanak, hogy az adott szám játszi könnyedséggel kezelt, alapvető zenei felépítményét tengernyi változattal díszítsék.” Prince azt nyilatkozta, hogy a Led Zeppelint azért szereti, mert minden számuk más színű. Az improvizációs készség mindig is jellemzője maradt a zenekarnak, sosem játszottak kétszer ugyanúgy bármit is. Az ekkori rockzenekarok között nagy ritkaságszámba ment az a szoros együttműködés, amely Jones és Bonham játékát jellemezte, erre pedig azért volt szükség, mert rájuk épült minden. „Akkoriban nagyon ott kellett lenni a szeren. Különösen a rögtönzött részeknél, mert amit játszottunk, állandóan változott. Nagyon kellett egymás utalásaira figyelnünk. Fontos volt a szemkontaktus. Úgy tűnt, Page mindig a padlót nézi, de valójában mindig egymás kézmozgását figyeltük… A közönség meg csodálkozott: hát ezt hogyan csinálták? Hát csak úgy, hogy figyeltünk egymásra.” (Jones)
Az együttes sikerének egyik titka a tagok rendkívül szoros barátsága, a zenekar belső kohéziója, amit így fogalmaztak meg ők maguk még a '70-es évek első felében:
- John Bonham: „Egyes bandák túlságosan össze vannak zárva és a legenyhébb dolgoktól is szétrobbannak. Mi éppen annyira vagyunk összezárva, amennyire kell. Nálunk soha nem fordulhat elő, hogy valaki elejt egy mondatot, és mindenki szét akar széledni.”
- Robert Plant: „Nagyon szerencsések vagyunk, mert az idő múlásával egyre lelkesebben játszottunk. Zenei szempontból egyáltalán nem érzünk fáradtságot vagy fásultságot… A zene összetart minket.”
- Jimmy Page: „Nincs semmiféle zenei féreg a Led Zeppelinben, amely bomlasztaná. Változatosság uralkodik, nagy szabadság, és egyik zenésznek sem kell korlátozni a szabadságát. A mi bandánkban mindenki tisztel mindenkit… El sem tudom képzelni, hogy szétváljon a banda.”
- Peter Grant: „Az együttes mindig együtt marad, amíg élvezik a fiúk a közös muzsikálást.”[19]

Chris Charlesworth, a Melody Maker újságírója ezt írta 1972-ben róluk: „Nincs szükség összehasonlításokra. Nincs szükség arra, hogy azt mondjuk: Page jobb, mint bárki más. Page gitározik, Bonham dobol, Jones basszusozik és orgonál, Plant énekel. És mindezt nagyon jól teszik.”
„A gondosan összecsiszolt csapatban természetes belső egyensúly uralkodott, a tagok keményen dolgoztak együtt és egymásért, mindenkinek megvolt a maga szerepe.”

## Története

### The New Yardbirds

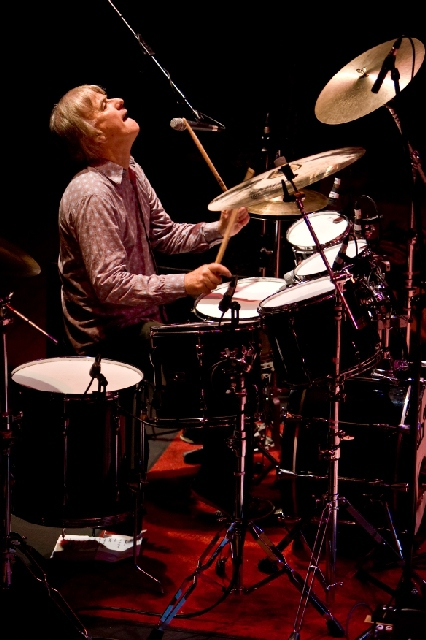
Jim McCarty, a Yardbirds dobosa 2008-ban

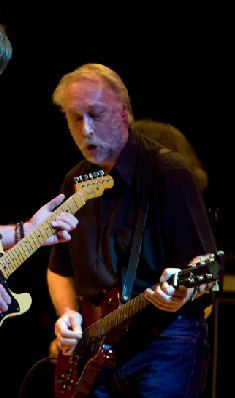
Chris Dreja 2008-ban

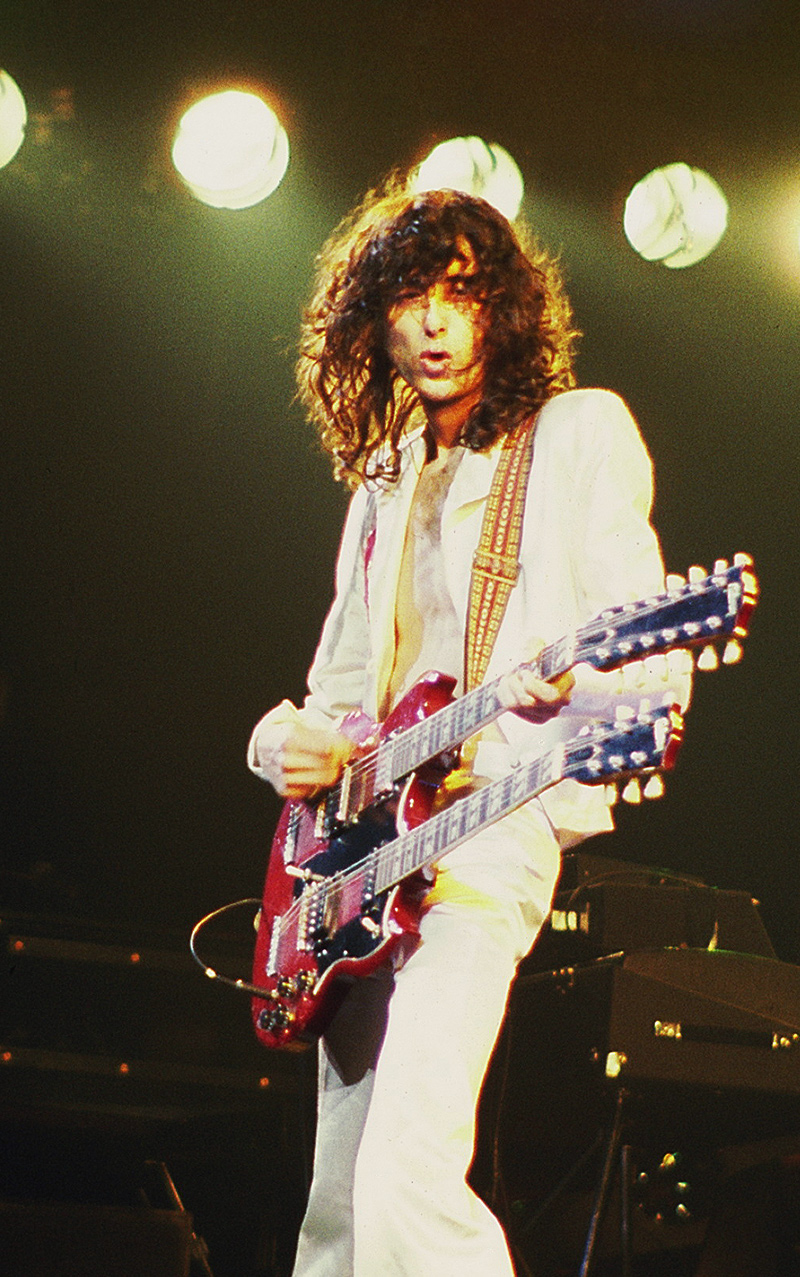
Jimmy Page, aki összehozta a Led Zeppelint

A Led Zeppelin története a Yardbirdsszel kezdődött. Jimmy Page neve már 1964-ben felmerült, amikor Eric Clapton távozott, de Page akkoriban Tom Jones stúdiófelvételein dolgozott, ezért Jeff Becket ajánlotta maga helyett. 1966. június elején Paul Samwell-Smith, a basszusgitáros hagyta el a csapatot, ezért Page újra képbe került, és ekkor már Beck hívta meg, annak ellenére, hogy a Yardbirds menedzsere figyelmeztette: őrültséget csinál, ha egy hozzá hasonló kvalitású gitárost hív maga mellé.
Basszusgitárosként csatlakozott tehát a zenekarhoz. Beck viszont azt szerette volna, ha Page szólógitározik, ezért Chris Dreja ritmusgitáros megtanulta használni a hangszert, és cseréltek. Page ezután Jeff Beck mellett a zenekar második szólógitárosa lett. Page kísérletező kedve már ekkor megmutatkozott, hiszen ő volt az első angol rockgitáros, aki szitárral próbálkozott a „For Your Love” című számban, a Beck’s Boleróban pedig tizenkét húros gitáron játszott. Ez a stúdiófelvétel volt az első alkalom, amikor a John Entwistle helyett beugró session-zenésszel, John Paul Jonesszal játszott együtt, aki felajánlotta, hogy a jövőben szívesen dolgozna Page-dzsel.
Beck egy supergroup alapítását tervezte Page-dzsel és a Who „ritmusszekciójával” – Keith Moon dobossal és John Entwistle basszusgitárossal. Énekesnek Donovant vagy Steve Winwoodot akarták szerződtetni. A zenekar sohasem alakult meg, de 1966-ban ez a projekt vette fel a Beck's Bolerót, ami Beck 1968-as Truth című albumán jelent meg.
Beck 1966 októberében kivált a zenekarból; a Yardbirds belefáradt a folyamatos turnézásba és lemezfelvételekbe, egyre közelebb került a feloszláshoz. Állandó problémájuk volt az énekes posztja, amelyre Steve Marriottot akarták felkérni, de nem vállalta, mert épp akkor a Small Faceshez szegődött. Beck állandóan túlzásba vitte az improvizációt, ami önmagában nem lett volna baj, de társai szerint ezt kiszámíthatatlanul tette, majd 1966. október végén végleg kilépett. Page, akit társai ez időben Mr. Cool néven neveztek, első számú gitáros lett, és egyes későbbi Page-interjúk szerint a névhasználat joga is őt illette meg. Ezt azonban Dreja cáfolta, szerinte ő volt a Yardbirds régebbi (sőt alapító) tagja, ezért a Yardbirds név csakis rajta keresztül maradt meg. Valójában egyik álláspont sem fedi a valóságot: 1965-ben Yardbirds Ltd. néven szabályos szerződést kötöttek, hogy minden akkori tagot egyenlő részben illet meg a névhasználat joga.
A – Beck szerint – katasztrofális menedzselés 1967 januárjában új utakat vett, amikor Peter Grant vette át az irányítást. Igaz, a korábbi menedzser úgy távozott, hogy miközben Grantnek a menedzselési jogot, a Yardbirds felvételi és produkciós jogait Mickie Most RAK Productions nevű cégének adta el. A dologban az volt a szerencsés momentum, hogy Grant és Most jó barátok voltak, sőt közös irodában dolgoztak. Grant azonnal azt a taktikát kezdte alkalmazni, amit később a Led Zeppelinnel vitt sikerre: nagy szabású ausztráliai és ázsiai turnéra indította csapatát. Page ezen a turnén használt először hegedűvonót a gitár megszólaltatásához.
1967 júniusában az Amerikai Egyesült Államokban megjelent a Yardbirds nagylemeze, amelynek egyik számában Mickie Most kifejezett kérésére John Paul Jones basszusgitározott. Ezen található a White Summer című alkotás is, amelyből később Page a Black Mountain Side-ot alakította ki. A Shapes of Things nyitó akkordjai a Song Remains the Same-hez hasonlítanak, és hallható egy hegedűvonóval előadott gitárszóló is.
A Yardbirds végül is hibás menedzseri koncepciónak esett áldozatul. Mick Most álláspontja az volt, hogy egy zenekar azért ad ki kislemezeket, hogy felkerüljön a listákra, az ellenkező esetet kudarcként kell értékelni. Ezért a Yardbirds kislemezeire a slágergyanús, de gyenge számokat tették fel, míg a hatásos szerzemények felvételei a stúdiók polcain porosodtak. A rossz koncepcióból és a téves minőségmegítélésből az jött ki, hogy a kislemezek sorra buktak meg. Peter Grant ezzel szemben ez időben már úgy gondolta, hogy ha egy zenekar nem ad ki kislemezeket, akkor nem is bukhat meg, és ez a felfogás a Led Zeppelin sikertörténetében végig a sajátja maradt.
A Yardbirds 1968 júliusában adta utolsó koncertjét. Ezután Keith Relf és Jim McCarty kivált, majd megalapította a Togethert, amelynek novemberi kislemeze feltűnés nélkül tűnt el. Később a Renaissance zenekar a klasszikus zene, a rock és a folk elemeit ötvözte. Még volt néhány előre lekötött fellépésük Skandináviában, ezért McCarty és Relf megengedte Page-nek és Drejának, hogy Yardbirds néven teljesítsék kötelezettségeiket. Page és Dreja ezután új tagokat keresett. Az énekesi posztra Page először Terry Reidet hívta meg, aki elutasította a felkérést, és maga helyett egy Robert Plant nevű West Bromwich-i énekest ajánlott. Plant elfogadta Page ajánlatát, mivel aktuális zenekara, a Hobbstweedle „nem volt valami jó; a többiek túljátszották magukat, az egész zajos ripacskodás volt, valódi tartalom nélkül”. Page és Grant hasonló véleményen volt, mivel a zenekarból csak Plantet tartották érdekesnek. A meghallgatáson szintén jelen lévő Dreja más véleményen volt, így Plant csapatba kerülése valószínűleg közrejátszott későbbi távozásában. Plant érkezésével a doboskeresésnek is vége szakadt, mert mindjárt beajánlotta dobosnak a redditchi John Bonhamet, akivel a Band of Joy nevű zenekarban játszott együtt, és aktuálisan éppen Tim Rose-t kísérte.
Később Dreja is kiszállt, hivatalosan azért, hogy fényképész lehessen – ő készítette azt a képet, ami a Led Zeppelin első albumának hátoldalán szerepelt – , ekkor Page-nek eszébe jutott, hogy John Paul Jones július 19-én felhívta, hogy szívesen csatlakozna hozzá. Page-nek jó emlékei voltak a Jonesszal való közös munkáról, így azonnal bevette a zenekarba. Az első dal, amit együtt játszottak és 1968. augusztus 19-én Londonban, a Gerrard Street 22 alatti stúdióban gyakorlásképpen felvettek, a „Train Kept a Rollin’”, Johnny Burnette rockabilly klasszikusa volt, mivel ekkor még egyiküknek sem volt saját szerzeménye. Plant szerint azonban az első szám, amit játszottak, az „As Long as I Have You” volt. Mindkettőt később is rendszeresen előadták a koncerteken. Dreja távozásával a névhasználat kérdése is felszabadult, hiszen amíg ketten voltak a Yardbirdsből, Page és ő, addig a folytonosság volt a lényeg, amikor viszont Page egyedül maradt az együttes szervezésének kérdésével (persze Granttal a háta mögött), akkor már el lehetett gondolkodni, hogy teljesen új irányvonalat akarnak-e felvállalni, vagy a korábbit folytatni. Ugyanakkor jogi problémák is adódtak, mivel Dreja az ügyvédje útján szólította fel Page-et, hogy a Yardbirds nevet ne használja.
Első közös lemezfelvételükre P. J. Proby „Three Week Hero” című albumának utolsó felvételi napján, 1968 augusztusában került sor. Proby így emlékezett: „Az utolsó napon még maradt egy kis stúdióidő, így megkértem őket, hogy játsszanak, a szöveget pedig ott helyben találtam ki. Akkor még nem voltak Led Zeppelin, csak a New Yardbirds, akik az én lemezemen játszottak.” A feladat azért adódhatott, mert Jonesnak ez a megbízatása még függőben volt, és az utókeveréseket be kellett fejezni.
A zenekar The New Yardbirds néven teljesítette a kéthetes, 1968. szeptember 7-én a dániai Gladsexe-ben induló skandináv turnéját, bár a koncerteken részt vevő rajongók szerint az ott fellépő együttest egyszerűen csak Yardbirdsnek hívták; svéd újságok hirdetéseiben is így szerepel a nevük, és ismert egy autogramokkal ellátott fénykép is, melyen szintén hiányzik a New szó a Yardbirds elől. Ennek oka az, hogy Grant ezeket a koncerteket még júliusban, Relf és McCarty kiválása után kötötte le, amikor még arról volt szó, hogy a Yardbirds alakul újjá új tagokkal, nem pedig új zenekar jön létre. Sőt még 1969 márciusában, két hónappal a Led Zeppelin album amerikai megjelenése után és egy hónappal az angliai előtt is volt olyan angliai koncertjük, amit New Yardbirds néven hirdettek meg.
Mindeközben Peter Grant lassan leépítette az összes többi zenekarral kötött kapcsolatait, hogy kizárólag a Led Zeppelinnel foglalkozhasson. Így például átengedte Mickie Mostnak a Jeff Beck Group menedzselését is, amely csapat ettől kezdve gyors ütemben hanyatlott. Grant és Page egyre közelebb kerültek egymáshoz, és Grant már nemcsak a koncertszervezéssel foglalkozott, hanem közösen alakították ki hosszú távú terveiket, miközben elképzeléseik nagyon hasonlóak voltak: egy élőben jól működő, profi zenekar összeállítása.

### A Led Zeppelin név születése
A Led Zeppelin név már akkor megvolt, amikor Page még a Beck közreműködésével létrehozandó szupergroup terveivel volt elfoglalva, de nehezen talált hozzá társakat. Szóba került Nicky Hopkins zongorista, John Entwistle basszusgitáros és a Traffic gitárosa, Steve Winwood is. A Yardbirds és a Who koncertturnéjának indulásával a terveit is el kellett halasztani, mivel e két együttes tagjai adták volna az új együttes gerincét (Jeff Beck, Keith Moon, Jimmy Page). Ezért a Led Zeppelin létrehozása egy időre eltolódott.
A névválasztásról szóló egyik történet mára már legendává vált: Keith Moon azt mondta, hogy egy szupergroup, amiben Page és Beck társak lennének, úgy zuhanna le, mint egy ólom léghajó (lead zeppelin). Az ólom zeppelin kifejezés eredetileg John Entwistle-től származik, aki a rossz koncerteket hívta így. Jimmy Page nyilatkozata: „Amikor nevet kerestünk, hirtelen eszembe jutott az a név, amit Keith Moon ajánlott. Gondoltunk arra is, hogy Mad Dogs legyen a nevünk. Nekem legjobban a Led Zeppelin tetszett – bár lehet hogy rossz vicc egy ólom léggömb. Ez valójában egy variációja az Iron Butterfly-nak, amely szintén a könnyedség és a súlyosság kettőssége.” Az együttes felvette a nevet, de Peter Grant menedzser javaslatára az a-t kihagyták belőle, hogy „az ostoba amerikaiak” ne keverjék össze a 'vezető' jelentésű lead szóval.

### A korai évek (1968–1970)

#### Led Zeppelin:az első album
Az együttes 1968. szeptember 27-én bevonult a londoni Olympic Studiosba, és október 5-ig, mindössze 30 óra alatt felvették első albumuk zenei anyagát. Ez a teljes időtartam, a felvételeket Page egy riportban 15 órára tette. Peter Grant szerint a lemezborító grafikáját is beleszámítva az egész album költsége 1750 £ volt. (Más adat szerint 1782 £) Az első album gyors összeállítása problémákat is okozott, így például Plant azért nem szerepel egyik számban sem szerzőként, mert még élő szerződése volt a CBS-szel. Már ekkor, alig egy hónappal a megalakulás után, olyan mennyiségű anyaguk volt, hogy öt számmal többet vettek fel, mint amennyi végül a lemezre került. A lemaradt számokat azonban koncerteken később is gyakran játszották. Ezek: „Tribute to Bert Burns”, „Baby Come on Home”, „Fresh Garbage”, „As Long as I Have You”, „Flames”.
A Led Zeppelin a koncerteken az improvizativitásról volt híres, minden tagja invenciózus és karakteres zenész volt. Ez a körülmény és a felvételek rövid időtartama különösen érdekessé teszi azt a tényt, hogy az album mennyire egységesen szerkesztett, koncepciózus és szigorúan minden hang a helyén van. Ez nem csak Page dalszerzői és produceri munkáját, de az utómunkálatok terén végzett precíz tevékenységét is dicséri. Az összehasonlítási alapok megvannak. Jeff Beck ugyanekkor adta ki saját albumát, amely szintén tartalmazza a „You Shook Me”-t ( részlet a Led Zeppelin változatából). (Dalszerzők Willie Dixon és J. B. Lenoir.) A kritikusok a kettőt összehasonlítva Beck koncepciótlan és fantáziátlan, bár ugyanakkor technikailag mesterien előadott voltát állítják szembe Page gitár- és Plant harmonikaszólójával, Bonham visszafogott, még az ütemet is szaggatottan hozó dobolásával. A Led Zeppelin első albuma olyan kiforrott és kerek egész, mintha évek óta együtt zenélő társaság vette volna fel ötödik nagylemezként. A mesterkéletlen zenére jellemző, hogy minden utókeverés mellett is inkább benne hagyták az „I Can’t Quit You Baby”-ben az utolsó másodpercek hibáját, ahol mindenki kiesik a ritmusból Page rossz ütemű belépése miatt. A malőrt Bonham szedi össze egy extra breakkel, míg Page és Jones hallgat, hogy felvehessék az ütemet. Ilyesmi stúdióalbumokon nem szokott előfordulni, de a Led Zeppelin inkább bevállalta, minthogy utólag belenyúljon a felvételbe.
Ráadásul Beck plagizálással vádolta a zenekart, mivel hat hónappal az ő lemeze után jelent meg a Led Zeppelin album. Arról nem esett szó, hogy nem Beck a dalszerző, ő is csak átvette. A kritikusok egy része is engedett az első benyomásnak, és a Led Zeppelin albumot egyszerűen Beckhez hasonlították. Ezt az állítást Page így kommentálta: „Az egyetlen hasonlóság az volt, hogy Jeff is, én is a Yardbirdsből jöttünk”. Stephen Davis Hammer of the Gods című könyve szerint ez vezetett Page és Beck kapcsolatának megromlásához. Davis másodkézi információi azonban nagyon sokszor tévesek, így valószínűleg ez is. Page és Beck már a Yardbirds idejében sem voltak túlzottan szívélyes viszonyban, amit Beck kiválása is mutat.
Bár a Led Zeppelin korai dalai ismert bluesokon alapultak, több számnak – például a „Good Times Bad Times”-nak vagy a „Communication Breakdown”-nak – jellegzetes, kemény hangzása volt. A „Black Mountain Side” középpontjában az akusztikus gitár áll, a „Your Time is Gonna Come” orgona és húzott gitárhangzás egyvelege hippistílusban, a „Babe I’m Gonna Leave You”-ban pedig az akusztikus és elektromos hangszerek egyformán fontos szerepet kapnak. Az album központi darabja, a „Dazed and Confused” legismertebb részei a dal elején hallható, basszusgitáron játszott dallam, valamint Page virtuóz gitárszólója. Ez és a „How Many More Times” azért is különleges, mert ezekben Page hegedűvonóval játszott a gitáron. Page később gyakran játszott így mind stúdióban, mind koncerteken. A legtöbb dalban Plant és Page „felelget” egymásnak: ha Page játszik egy dallamot, azt Plant énekelve megismétli, vagy fordítva. Ezt a technikát koncerteken és későbbi albumaikon is előszeretettel alkalmazták.
Az albumot általában kedvező kritika fogadta, viszont néhányan rossznak tartották. A Melody Makerben Tony Wilson ilyeneket írt: „Plant bátran feszül neki az erőteljes háttértrió zenéjének (…) A dobos játékában hatalmas erő van (…) A Led Zeppelin esetleg valamivel halkabbra foghatná tevékenységét”. A rossz kritikák közül John Mendelsohn az amerikai Rolling Stone magazinban megjelent kritikája a legismertebb, melyből süt a rosszindulat. Azt írta, hogy „Jimmy Page nagyon korlátolt szerző és producer, gyenge és fantáziátlan dalokkal”, maga a zenekar a Jeff Beck Group ikertestvére, és kigúnyolta Robert Plantet „erőlködő és nem meggyőző kiabálása” miatt, valamint Rod Stewart rosszabb kiadásának tartotta.
A zenekarnak sokat ártott a kritika, emiatt évekig nem adtak interjút a lapnak. Jimmy Page különösen gyanakvó és cinikus lett általában a sajtóval szemben. A kritika hozzáállása a későbbiekben nem sokat változott, az új albumokat szinte mindig többségben fanyalogva fogadták, miközben a közönség tülekedett azok megvásárlásáért. Az első album a Melody Makertől és a Los Angeles Free Presstől kapott igazán jó kritikát. Az előbbi szerint „nagyszerű lemez olyan zenészektől, akiknek van mondanivalójuk”, az utóbbi a zene változatosságát emelte ki. A kritikák két véglete hosszú ideig a pozitív hozzáállású Billboard és a hosszú távon a Led Zeppelin ellen berendezkedő Rolling Stone volt. Ez utóbbi az 1970-es évek folyamán mindig az új angol rockbandák lehúzó kritikáival tűnt fel, sőt 1968. májusi cikke jelentős mértékben hozzájárult még a Cream feloszlásához is.
A kritikák egyik legjobban megfogalmazott, és leginkább messzetekintő példája az Oz magazin kritikusának, Felix Dennisnek az írása: „Nagyon ritkán jelenik meg olyan nagylemez, amelyet nem lehet rögtön besorolni, vagy pontosan meghatározni, hiszen nyilvánvalónak látszik, hogy rockzenei mérföldkőről van szó, és el kell telnie bizonyos időnek, hogy megfelelő távlatból szemlélhessük. Az album természetes következményeként a zenekart hamarosan át kell engednünk az Államoknak. Szinte biztos vagyok benne, hogy a Melody Maker levelező rovata néhány hónap múlva ezzel a főcímmel jelenik meg: »Nagyobb-e Istennél Jimmy Page?«”
Az album már Led Zeppelin néven jelent meg, miközben a felvételeket még a Yardbirds készítette hivatalosan, a készítés és a kiadás között pedig (New) Yardbirds néven turnéztak, ezután pedig vegyesen hol Yardbirds, hol New Yardbirds, hol Led Zeppelin néven szerepeltek. Page mindenképpen nevet akart változtatni, ehhez nagyban hozzájárult két körülmény. Az egyik Dreja ügyvédjének október elején kelt levele, amelyben megtiltotta számukra a Yardbirds név használatát. A másik még ennél is fontosabb. Peter Grant még a stúdiófelvételek elkészülte előtt sínre tette az album kiadását a USA-ban (már csak szerződést aláírni ment októberben a kész anyaggal a kezében New Yorkba), de Angliában nem akadt egyetlen kiadó sem, amelyik érdemben foglalkozni akart volna a Yardbirds megújult változatával. Sőt koncertlehetőséget sem nagyon sikerült lekötnie ezen a néven. Az együttes Led Zeppelin néven 1968. október 4-én adta első koncertjét a Newcastle upon Tyne-i Mayfair Ballroomban, majd október 15-én a guilfordi Surrey-i Egyetemen, a Marquee-klubban is felléptek. December 26-án már az USA-beli Denverben szerepeltek, majd Los Angelesben és San Franciscóban adtak koncerteket.
1968 novemberében Grant 200 000 dolláros előleget szerzett az Atlantic Recordstól, ami abban az időben példátlan volt egy kezdő zenekar számára. Az is igaz azonban, hogy a tagok a brit blues-, beat- és R&B-zenekarok második hullámában szereplő korábbi zenekarokból érkeztek, és valamennyien vérbeli profik voltak fiatal koruk ellenére. A Led Zeppelin tulajdonképpen a supergroupok közé sorolható. Az Atlantic leginkább blues-, jazz- és soulénekeseiről volt ismert, de az 1960-as évek vége felé egyre nagyobb érdeklődést mutatott a progresszív brit zenekarok iránt. A Led Zeppelint egyes források szerint Ahmet Ertegün javaslatára anélkül szerződtették le, hogy akár egyetlen dalukat is hallották volna. Az azonban bizonyos, hogy Grant már a kész albumot vitte magával, így akár hallhatták is. A szerződést bonyolította, hogy az Atlantic kikötötte az újrakeverés jogát, amit Page természetesen nem nézett volna jó szemmel. Végül ezzel a joggal nem élt a kiadó. Ertegün döntésében szerepet játszhatott az a körülmény is, hogy a Cream ekkoriban adta búcsúkoncertjeit, és tudott dolog volt, hogy a trió feloszlik. A kemény zenét játszó brit rockzenekarokból ez időben a Led Zeppelin volt az egyetlen adódó lehetőség, ezért Ertegün a Cream helyébe léptette a Led Zeppelint. Az Atlantic-szerződés a világ összes országára szólt, kivéve az Egyesült Királyságot.
1969. január 12-én, két héttel az első amerikai turné kezdete után a USA-ban megjelent a zenekar nevét viselő debütáló album. Angliában csak április 1-jén kezdték terjeszteni. A blues, a folk és a keleti zene hatásai a gitárhang torzításával együtt a heavy metal egyik alapművévé tették (bár magát a heavy metal kifejezést a zenekar tagjai sosem szerették, inkább csak a hard rock, rock and roll, vagy egyszerűen a rock meghatározást használták). A kor szokása szerint a kiadó csak az elővételi előjegyzések száma alapján tárgyalt a zenekarral: az első és egyetlen eset, hogy egy bemutatkozó album már elővételben platinalemez lett. A zenekar első albuma lett a rocktörténelem második platinalemeze az Iron Butterfly In-A-Gadda-Da-Vida opusza után.
A Led Zeppelin 1969-től mindig élen állt a közönségszavazatok tekintetében. A Beat Instrumental szavazásán ez évben a legjobb koncertzenekar és a legjobb énekes, a második gitáros és negyedik basszusgitáros, valamint harmadik legjobb brit zenekar címeket gyűjtötték be. Ugyanakkor az első Led Zeppelin lemez egyike azon két albumnak, amely soha sem vezette az angol toplistákat, legmagasabb helyezése a kilencedik volt. Az amerikai Billboard listáján mégis 50 hétig volt az első 40-ben, itt a legmagasabb helyezése a 10. volt. Már feltűntek a Melody Maker közönségszavazati listáin is, negyedikek lettek az új reménységek listáján Angliában, és harmadikok a nemzetközi listán. A USA-ban a mai napig tízszeres platinalemez lett.
Peter Grant és a BBC kapcsolatában már 1969. március 28-án törés lépett fel. A Marquee-beli koncertre ugyanis meghívta a BBC-t, hogy élőben láthassák azt a zenekart, amely koncerten adja magából a legtöbbet. A tévések elvállalták, majd bejelentés és indoklás nélkül nem jelentek meg a helyszínen. Grant ettől kezdve kerülte a tévéseket, főleg, ha a BBC-ről volt szó. Erre ráerősített azonban Page-nek az a véleménye is, hogy a tévéfelvételek nem képesek azt a hangzást hozni, ami elvárható lenne, ezért nem is törekedtek további felvételekre. Ennek következtében viszonylag kevés képfelvétel maradt a legnagyobb koncertbandáról.

#### Led Zeppelin II
Az első album sikere hatalmas lökést adott a zenekar karrierjének, az Egyesült Államokban különösen népszerűek lettek. Az első album megjelenésének évében, 1969-ben jelent meg második albumuk is, a Led Zeppelin II. Még a debütáló albumnál is nagyobb sikert ért el, az Atlanti-óceán mindkét partján első helyezett lett (a John Mendelsohn újabb élesen bíráló kritikája ellenére, amelyet Keith Shadwick a Rolling Stone szakmai mélypontjának nevez). Az album Amerikában már a megjelenés után két héttel a 25. helyen állt, a negyedik amerikai turné (október 3. – november 8.) végére már a második lett. Később hét hétig a Billboard listájának élén állt, a lemezeladási listákat a USA-ban tíz hétig, Angliában negyvenegy hétig vezette. A USA-ban 12-szeres platinalemez.
Grant és Page elviekben nem voltak a kislemezkiadás ellen, azonban az amerikai rádióadók szinte követelték, hogy a „Whole Lotta Love” a bonyolult, nehezen emészthető és kísérletező, ráadásul kifejezetten hosszú középrész nélkül kerüljön a kislemezre. Ezt viszont a teljes zenekar ellenezte. Grant a helyzet kezelésére kilátásba helyezett egy kislemezkészítést. „Figyelemelterelésnek szántuk. Elképzelhetetlen volt, hogy csak úgy nekiálljunk egy kislemeznek. Nem adunk ki kislemezt. Ez volt az aranyszabály.” Ennek ellenére az Atlantic kiadó a vágott változatot kiadta, amelyhez végül Page kényszerűségből hozzájárult, mivel az élelmesebb rádiós lemezlovasok így is megoldották, hogy kiműtsék a nem nekik való középrészt. Ez a kislemez a Hot 100 listán a negyedik helyig jutott, egymillió példányt értékesítettek és ez valószínűleg több százezerrel növelte az album eladási számát, bár Page és Grant a későbbiekben is szándékosan szinte semmibe vette a létét. Az albumból a RIAA 1999-es adata szerint az USA-ban összesen 12 millió példány kelt el. A második Led Zeppelin album az angol toplistán 138 hétig tartózkodott.
A kritikusok általában nem tudtak mit kezdeni azzal a ténnyel, hogy bár az ő ízlésüknek nem felel meg a Led Zeppelin, mégsem férhet kétség a népszerűségükhöz. A kritikusok hozzáállása lassan változni kezdett, a harmadik amerikai turné (1969. július–augusztus) idején már az NME magazin is jó kritikát hozott, és végül csak a Rolling Stone maradt fanyalgónak.
Az album első dala, a „Whole Lotta Love” a Led Zeppelin egyik legismertebb dala, mely még tovább növelte népszerűségüket; a dal több mint tíz éven át volt a Top of the Pops című TV-műsor főcímzenéje. A Led Zeppelin II fontosabb dalai közé tartozik az akusztikus és elektromos részeket váltogató „Ramble On”, a gitárrifről és a gitárszólóról könnyen felismerhető „Heartbreaker”, és a „What is and What Should Never Be”, mely Robert Plant különös tehetségéről tesz tanúbizonyságot. Az album egyetlen instrumentális darabja a „Moby Dick”, John Bonham dobszólójával, amelyet azonban nem dobszólóként vettek fel a stúdióban, hanem különböző időpontokban felvett szólórészletek összeszerkesztése. A dobszóló ezért nem reprezentálja John Bonham teljesítményét általában, csak az általa használt technikák hiányos és keveset mondó összegzése. (Szerencsére néhány koncertverziót is kiadtak később.)
A Led Zeppelin korai koncertjeinek állandó darabja volt Howlin Wolf „Killing Floor” című dala, melynek átdolgozott változata „The Lemon Song” címmel szerepel az albumon.
Ebben az időszakban a Led Zeppelin több amerikai turnén is részt vett. Eleinte kisebb klubokban és báltermekben, később viszont egyre nagyobb koncerttermekben léptek fel. A koncertek gyakran három óránál is hosszabbak voltak, a hosszú improvizációkban gyakran játszották James Brown és más soul- és funk-előadók dalait (ezeket Jones és Bonham különösen szerette). Mind a négyen szerették az amerikai rock and rollt, sokban hatott rájuk Fats Domino és Little Richard túláradó stílusa. Gyakorta játszottak olyan rockabilly dalokat, melyeket Elvis Presley vagy Eddie Cochran tett híressé. Sok ilyen koncert kalózkiadásokon jelent meg, melyek a gyűjtők és a rajongók féltett kincsei közé tartoznak.
A második albumot az egymást érő turnék közti rövid szünetekben és magukon a turnékon vették fel. A dalokat szállodai szobákban és repülőgépen szerezték, a különböző hangszerek sávjait a világ egymástól távol eső pontjain éppen útjukba akadó stúdiókban vették fel. Este koncerteztek, utazás közben aludtak, és a következő koncerthelyszín valamelyik stúdiójában töltötték a nappalokat. Amikor volt néhány nap koncertszünet, akkor folyamatosan stúdióztak, így például a május 18-i minneapolisi és a 23-i chicagói koncert között New Yorkba utaztak, ahol nappal próbáltak, éjjel stúdióztak. Ez a munkamódszer nem tesz jót a minőségnek. Page például a „Whole Lotta Love” kapcsán nyilatkozta, hogy már az album megjelenése előtt annyit játszották, és az albumra olyan rossz verzióban került fel, hogy egyáltalán nincs vele megelégedve. „…engem őszintén szólva bántott, hogy ez az album annyira más lett, mint az első”. Pedig a Whole Lotta Love is nagy gondossággal került szalagra: először felvették külön sávokra, de egyszerre az egészet, majd Page órákon keresztül építette fel az ének köré a többit. Ennek ellenére a Led Zeppelin második albuma már felkerült a közönséglisták első helyére.
Az állandó időzavar ellenére olyan mennyiségű anyagot vettek fel, hogy több opusz ki is maradt. Az 1969. március 3-án a londoni Playhouse Theatre előadását, valamint június 22-én a Tasty Sundae stúdióban felvett anyagot 1997-ben adta ki az Atlantic Records. Június 25-én a „We're Gonna Groove”-ot rögzítették, amely 1982-ben a Coda albumra került fel. Az 1969-es BBC és a dán televízió számára készített anyagot 2003-ban DVD-n jelentették meg. Már ekkor felmerült, hogy dupla lemezt adnak ki, de ezt még két évvel később, a IV. album felvételeinél is korainak tartották.
Mindannyian belezavarodtak az időeltolódásokba, holtfáradtak és szinte betegek voltak. Csak a turnécsapat tagjaitól tudták, hogy a koncertek jól sikerültek. Ahányszor kiálltak a színpadra, annyiszor tették oda magukat. Bármi is történt velük a koncertek között, az előadáson örömünnepként élték meg, hogy együtt zenélhetnek. A koncertturnéról a Cash Box kritikája azt mondta, hogy a Led Zeppelin a végletekig tökéletesítette a brit hangszertrióban rejlő lehetőségeket.
A zenekar 1968. szeptember 7. és 1969. augusztus 31. között (358 nap) 158 koncertet adott. Ez átlagban kétnaponként egy, de többször előfordult, hogy két fellépésük is volt egy napon. Ez idő alatt bebarangolták Dániát, Svédországot, Angliát, az Amerikai Egyesült Államokat többször is, miközben átruccantak Kanadába is, de szerepelt a programban Hollandia, Franciaország és Nyugat-Németország is. (Bővebben lásd: a Led Zeppelin koncertjeinek listája.) Ez a rohanás rendkívül kimerítő volt, ráadásul a tagok számára a koncert izgalma után fáradtság és nyugtalanság következett, valamint az otthon és a család utáni vágyakozás (Plant, Jones és Bonham fiatal feleséget és kicsi gyermekeket hagyott hátra Angliában). Bonham pánikszerűen félt a repüléstől, és a családját leginkább ő hiányolta. Richard Cole a Stairway to Heaven: Led Zeppelin Uncensored című könyvében részletesen leírja ennek a lelki nyomásnak a következményeit: hotelszobák tönkretétele, töméntelen mennyiségű ital elfogyasztása, felháborító és ijesztő, durva viccek alkalmazása. Richard Cole azonban abszolút elfogult forrás. Sokáig a Led Zeppelin turnémenedzsere volt, de kirúgták, és ezután mindenféle rosszízű pletykákat terjesztett. Már Stephen Davis újságíró könyvének anyaga is nagyrészt tőle származott, amelyben tényként ír arról, hogy Jones kivételével az együttes tagjai szerződést kötöttek az ördöggel. A zenekar tagjai rendkívül elítélően nyilatkoztak a Hammer of Gods című könyvről.
A második és harmadik amerikai koncertturnén még mélyebbé vált barátságuk a Vanilla Fudge együttessel, akiknek kezdetben előzenekara volt a Led Zeppelin, később azonban már egyenrangúként írtak róluk a tudósítások. A rocktörténelemben egyedülálló módon ez a tekintély-kiegyenlítődés nem ment a barátság rovására, hanem 1969 őszén már hol a Vanilla Fudge volt a Led Zeppelin előzenekara, hol meg fordítva. Sőt ennél több is történt, hiszen Carmine Appice emlékezései szerint egy alkalommal a How Many More Times gitár-ének kettősébe feledkező Page és Plant háta mögött Appice és Tommy Bogert helyet cseréltek Bonhammel és Jonesszal, és ők folytatták a számot. Semmiféle versengés nem alakult ki köztük, bár ennek talán az volt az oka, hogy a Vanilla Fudge-nak bevallottan ez volt az utolsó koncertturnéja a feloszlás előtt.
Emlékezetes fellépéseik közé tartozik az 1969. június 16-i, 24-i és 27-i, amelyeknek műsorából kiadtak több felvételt is. A július 6-i Newport Jazz Festivalon B. B. King, a Jethro Tull és Johnny Winter társaságában zenéltek. Októberben a Carnegie Hallban játszottak. 1970. január 9-én a londoni Royal Albert Hall volt koncertszínhely.
1970. június 28-án a septoni koncert a nagy szabadtéri előadások elsője, július 9-én pedig Nyugat-Berlinben voltak. Decemberben japán turnét vezettek.

#### Led Zeppelin III

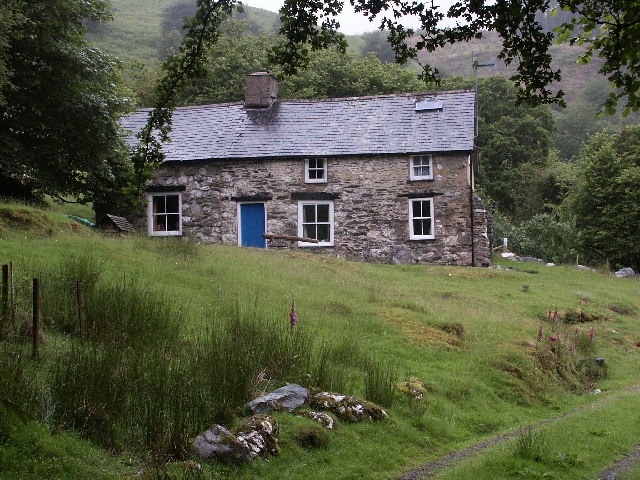
Bron-Yr-Aur, a ház, ahol a harmadik album született

Az 1970. január 9-én a Royal Albert Hallban adott koncertjüket filmre vették, azzal a szándékkal, hogy koncertfilmet készítsenek belőle. Különböző technikai problémák miatt ennek kiadása végül elmaradt, és a felvétel hasznosítható részei a 2003-ban megjelent DVD-n kerültek forgalmazásra. Ez a koncert a legjobb példája a zenekar spontaneitásának és precizitásának, a zene elemi erejének. A kritikusok egy része, akik továbbra sem értették meg a zenekart, de a népszerűség miatt mégsem húzhatták le egyértelműen, ellentmondásos véleményeket írtak, sőt néha kritikán belül saját magukkal is ellentmondásba keveredtek. A Melody Maker tudósítója, Raymond Telford például azzal kezdi cikkét, hogy „Az előadás kis híján katasztrófába torkollott… kezdetektől fogva hiányzott az izgalom.” Aztán így fejezi be: „A How Many More Times alatt Page az ujjai köré csavarta a közönséget… összesen ötször hívták vissza ráadásra a csapatot.” Ebből aztán mindenki azt a részt jegyzi meg, ami saját hozzáállásának megfelel.
Az 1970-es első angliai turné Plant január 31-i autóbalesete miatt félbeszakadt. Az énekes súlyos arcsérüléseket és végtag-zúzódásokat szenvedett, két hétig kórházban volt. Mégis a lekötött turné utolsó koncertjét már megtarthatták február 17-én, ami Plant elhivatottságát jelzi. Ezután egészen áprilisig európai turnéra mentek, amely – Bonham nyilatkozata alapján – „színtiszta jótékonyság” volt az amerikai turnék bevételéhez képest. A február eleji kényszerszünetben születtek meg a III. album első elképzelései, Page a stúdióban egyedül dolgozott az akusztikus részek felvételénél. Talán ennek is köszönhető a harmadik album valamivel több akusztikus része. Az európai turnén az 1970. február 28-i koppenhágai koncerten a zenekarnak The Nobs néven kellett fellépnie, ugyanis Eva von Zeppelin (a feltaláló rokona) a borító láttán azzal fenyegetett, hogy megakadályozza az előadás megrendezését. A Dániában élő bárónő szerint „lehet, hogy világhírűek, de azért túlzás, hogy négy ugráló majom bitorolja a nemes nevünket”. Az ötletet a névre talán Claude Nobs menedzser nevéből vették, aki tevékenyen vett részt a Led Zeppelin koncertszervezésében, de A Fütykösök név végül egy világraszóló reklámot jelentett a zenekarnak: az abszurditást kezelő önkritikus humor megnyilvánulásának tartották.
A zenekar harmadik albumának, a Led Zeppelin III dalainak írásához Robert Plant és Jimmy Page 1970 májusában egy civilizációtól elzárt dél-walesi házba, ahol Plant gyermekkorában élt, Bron-Yr-Aurba (kiejtése: bron-raar, jelentése arany lélegzet) vonult vissza, ahol még folyóvíz sem volt. Ennek eredménye az októberben megjelenő, sokkal akusztikusabb hangzású album váza, köztük a „Bron-Yr-Aur Stomp” című dal, melyet a borítón tévesen „Bron-Y-Aur Stomp”-ként jegyeztek, egyébként pedig Bert Jansch „The Waggoners Lad” című dalának átdolgozása. Koncerteken néha tükörfordításban, „The Golden Breath” címen adták elő. A folk és a kelta zene erőteljes hatása újra bizonyította Page tehetségét, ami a lágyabb hangzású dalokon nyilvánul meg („That's the Way”, „Tangerine”). A szintén folkos hangzású „Gallows Pole” Leadbelly „The Gallows Pole” című dalának feldolgozása, de Plant a Fred Gerlach-féle változatát használta fel.
Az akusztikus dalok mellett az album fontos darabja a dobközpontú „Out on the Tiles” és a közel hét és fél perces csúcspont, a „Since I've Been Loving You”. A híres nyitódal, az „Immigrant Song” az előző két album kérlelhetetlen, kemény hangzását idézi, szövege pedig a viking hódításokról és a skandináv mitológiáról szól. Ez és más mitológiai utalásokat tartalmazó dalaik nyomán „rockistenek” (rock gods), „a rock istene” (god of rock) és „az istenek pörölye” (hammer of gods) jelzőkkel kezdték illetni a zenekart, és később más, hasonló stílusú együtteseket.
A felvételeket 1970 júniusában végezték egy vidéki stúdióban, a nagy és huzatos Headley Grange-ban, a Rolling Stones mozgó felszerelésével.
Június 28-án a zenekar 200 000 néző előtt lépett fel a Bath Festival of Blues and Progressive Music keretében. A koncert, ami vízválasztónak bizonyult a zenekar életében, a letaglózó erejű „Immigrant Song”-gal kezdődött, majd a még meg sem jelent harmadik albumról játszottak további dalokat. Elhangzottak az újonnan kitalált akusztikus darabok is, majd a koncertet öt ráadással zárták, amiben olyan sikeres szerzők klasszikus rock and roll dalait játszották, mint Little Richard, Chuck Berry és Elvis Presley. A koncert megszilárdította a zenekar hírnevét Nagy-Britanniában, és az olyan szupersztárokkal emelte egy vonalba, mint a Who és a Rolling Stones.
A Led Zeppelin Nagy-Britanniában nem adott koncertet a következő kilenc hónapban, ehelyett tovább dolgoztak a stúdióban a lemez felvételein. Augusztus közepén visszatértek Észak-Amerikába. 1970. szeptember 19-én fejezték be a New York-i Madison Square Gardenben a 18 hónapos turnét, amit elővételben eladott jegyek és hosszú koncertek jellemeztek. Eddig az időpontig, azaz két év és 12 nap alatt az együttes kereken 250 előadást tartott meg.
A Led Zeppelin III album 1970 októberében jelent meg, és azonnal az amerikai és brit listák élére ugrott. Ugyanakkor kereskedelmileg nem volt annyira sikeres, mint a korábbi albumok. A Billboard listáján mindössze 42 hétig volt fent, ami kevesebb, mint a fele az előző albumok itt tartózkodási időtartamának. A kritikai megjegyzések az akusztikus darabokhoz langyosak voltak. A Led Zeppelint azzal vádolták, hogy a Crosby, Stills, and Nash együttes stílusát vették át, amely zenekar nagyjából egyidőben alakult meg a III. album kiadásával. A kettő összehasonlításra a kritikusok részéről némiképp rosszindulatról tanúskodik, amit Page így kommentált: „… hová tették ezek a fejüket és a fülüket? Az első lemezen is volt három akusztikus szám, a másodikon meg kettő…”. Lester Bangs, a Rolling Stone magazin kritikusa fő benyomása „a dalok következetes ismeretlensége” volt, továbbá megjegyzi, hogy „a That’s the Way volt az első, ami érzelmileg megérintett”.
Az album gazdag hangzásvilága vegyes, de inkább elutasító kritikákat kapott, sok szakíró meglepődött az első két album stílusától való eltávolodáson. Idővel azonban felismerték a Led Zeppelin III jelentőségét. Miközben a kritika erősen fanyalgott az akusztikus hangzás előretörése miatt, a Melody Maker közönségszavazásán Plant győzött, amivel megelőzte az öt éve folyamatosan első helyezett Mick Jaggert. Külföldi lemezeladásaik olyan mennyiségűek voltak, hogy az angol Parlament kereskedelmi csoportja két aranylemezt adott át nekik, mivel „hozzájárultak Nagy-Britannia kereskedelmi egyensúlyához”.
Robert Plant dalszövege a „That’s the Way”-ben két fiúról szól, akik gyermekkorukban barátok voltak, majd felnőttként az egymástól való elválás veszteségét érzik. Néhány rajongó és kritikus a dal szövegét metaforaként értelmezi a zenekar és Amerika viszonyára. Az ország, ami a keblére ölelte a zenekart, amikor az megérkezett a földjére, és nagyban hozzájárult a sikeréhez, tele volt feszültséggel, faji ellentétekkel, erőszakkal, rendőri brutalitással és fegyverekkel. Amerikába érkeztük előtt sem Robert Plant, sem John Bonham nem találkozott még fegyveres rendőrrel. Richard Cole az In Stairway to Heaven című könyvében megemlít egy motorost, aki megpróbálta őt leszúrni egy Greenwich Village-i bárban, és Memphisben egy haragos koncertszervezőt, aki pisztolyt fogott Peter Grantre. A „That's the Way” szövegének másik lehetséges magyarázata szerint Page és Jeff Beck gyermekkori barátságára utal.
A Led Zeppelin III a különleges albumborítók világába is újat hozott: egy kereket tartalmazott, melyet ha elforgattak, a kivágásokon keresztül mindig más kép látszott. 1970 novemberében kiadójuk, az Atlantic Records, a zenekar kérését figyelmen kívül hagyva az „Immigrant Songot” kislemezen is kiadta. Ezen hallható egyetlen B-oldali kislemezdaluk, a „Hey Hey What Can I Do”, ami a rádiók egyik kedvenc dala lett. További kilenc kislemezük is a beleegyezésük nélkül jelent meg, ugyanis nem akarták megbontani albumaik egységét, valamint rádióban játszható hosszúságúra rövidíteni dalaikat – ebben menedzserük, Peter Grant is támogatta őket. 1969 után televíziós fellépéseket sem vállaltak, mivel ezeknél sem megjelenésüket, sem a hangminőséget nem tudták a nekik megfelelő módon alakítani. A zenei műsorokban való szereplés hiánya miatt a rajongók így leginkább „személyesen”, a koncerteken találkozhattak velük. Érdekesség, hogy a kislemezek egyike sem került fel az amerikai toplisták első helyeire.

### „A világ legjobb zenekara” (1971–1975)
A korai évek sikerei eltörpülnek ezen ötéves időszak mellett. A Led Zeppelin ekkor jelentette meg legkelendőbb albumait, melyekkel az 1970-es évek legsikeresebb előadói közé emelkedtek. A tagok megjelenése is sokat változott, a korszak más neves művészeihez hasonlóan gondosan megtervezett, különleges színpadi ruhákat és ékszereket viseltek. A zenekar túlzásairól is híres lett. Saját, The Starship nevű repülőgépükkel utaztak, egész szállodai emeleteket béreltek ki (ezek közül a legismertebb a los angeles-i Continental Hyatt House, amit „Riot House” néven is emlegettek), és kicsapongó életmódjukról is rengeteg történet ismert. Az egyik történet szerint miután John Bonham berúgott, több televíziót dobott ki a Riot House ablakain, majd az egészet egy groupie-ra kente. Egy másik híres eset a cápás eset (vagy vörös csattogóhal-incidens), ami 1969. július 28-án, a seattle-i Edgewater Innben történt. Ezt azonban az érintettek mindig cáfolták. Ezt Page így fogalmazta meg: „Igen. Égett bennünk a tűz, száguldottunk felfelé, és senki sem tartott szemmel minket. A Led Zeppelin züllöttségével kapcsolatos, alkoholgőzös történetek mind az első két évben estek meg. Később kinőttünk az ilyesmiből, és valódi vállalkozássá lettünk.”

#### A negyedik album

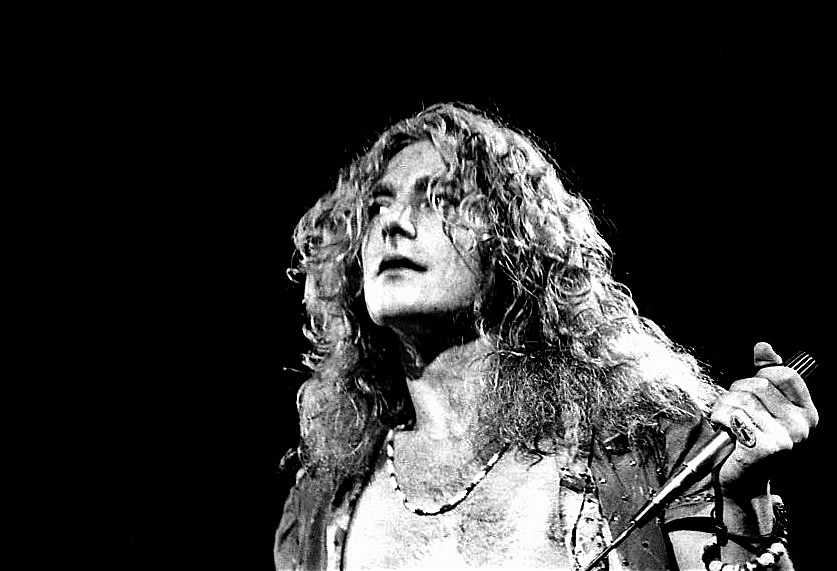
Robert Plant 1973-ban

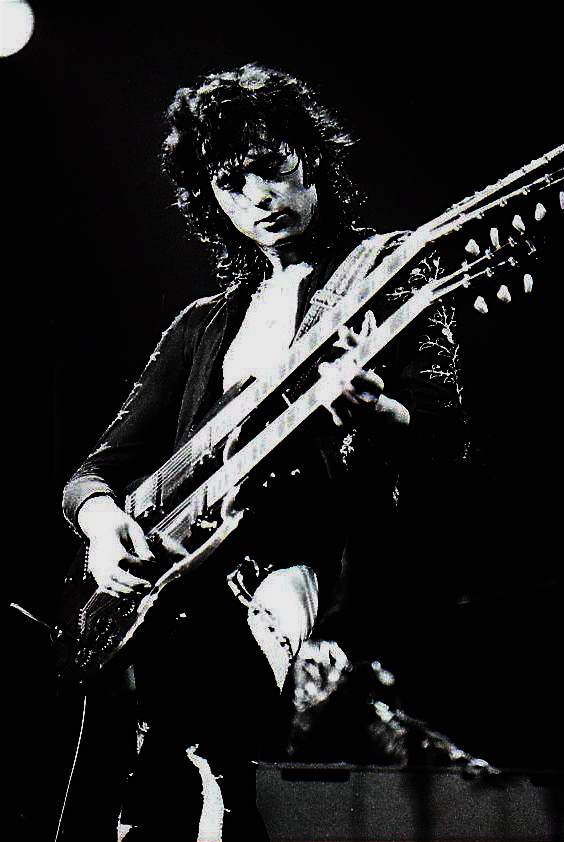
Jimmy Page a kétnyakú gitárral (1973)

1970 szeptemberében Robert Plant és Jimmy Page ismét a civilizációtól elzárt Bron-Yr-Aurba költözött egy hétre. A felvételek a londoni Island Studios-ban kezdődtek, de az új évben már újból a Headley Grange-ban dolgoztak Andy Johns főmérnök segítségével, aki a Rolling Stones mobil egységét irányította.
Headley Grange kertje, kandallói és az egész nyugodt környezet spontán módon elősegítette a hangzással való kísérletezést. Bonham a folyosón állította fel a dobjait, Jimmy Page pedig a gitárerősítőket a beépített szekrényekben helyezte el.
John Paul Jones egy annyira bonyolult blues-szólammal állt elő, amit a többiek csak több órás gyakorlással tudtak elsajátítani. Egy részben a zenészek eltérő ritmusképletet játszanak: Page (gitár) és Jones (basszus) 9/8-ban kezdenek, 4/4-ben folytatják, majd 5/4-ben, miközben Bonham (dobok) végig 4/4-ben játszik. Ebből az erőpróbát jelentő riffből fejlődött ki a „Black Dog”, amit Barney Hoskyns úgy nevezett, mint „a rock and roll egyik legtekervényesebb dala” és „a Led Zeppelin készletében a legördögibb, legerőteljesebb szám”.
Az egyik napon, amikor a zenekar az indiai ihletésű „Four Sticks” felvételeivel már többször próbálkozott, a frusztrált Bonham hirtelen elkezdte dobolni Little Richard „Keep A-Knockin’” számának bevezetőjét, Page pedig egy Chuck Berry által inspirált riffet játszott. A számnak a „Rock and Roll” nevet adták, és a Rolling Stones road managerének vezetésével, Ian Stewart játékával egy boogie-woogie zongorán mindössze három menetben rögzítették.
1970 áprilisában Jimmy Page elkezdett dolgozni egy hosszú, több részes számon, ami véglegesen Headley Grange-ban alakult ki. Itt Page és Jones fáradságos módon próbálkozott a hangszeres részek kidolgozásával a szinte középkori hangulatú, törékeny kezdet után a teljesen elektromos befejezésig. A kezdet a 12 húros gitár és a szintetizátorral előállított fuvolahang kettőse. A középrész gitárszólója maradandó hatással volt a rockzenére: 2005-ben a Guitar World szavazásán első helyre került, minden idők legjobb gitárszólójává választották. A dal első teljes próbáján Plant szinte a teljes szöveget helyben rögtönözte, és megszületett a szám címe is: Stairway to Heaven. A nyolcperces számot 1971 februárjában vették fel Londonban, első élő bemutatója március 5-én volt Belfastban, és hamarosan a zenekar koncertjeinek kötelező darabjává vált.
A „Stairway to Heaven”-t a hallgatók jobban a szívükbe fogadták, mint bármely más Zeppelin-dalt, a líraiságát és spirituális mondanivalóját jól közvetítette Page drámai gitárjátéka és a szám fülbemászó dallama. A rádiók által évtizedeken keresztül folyamatosan játszott Stairway to Heaven a progresszív rock és általában a 70-es évek egyik kliséjévé vált. A dal keletkezése Page szerint arra vezethető vissza, hogy George Harrison egyszer megjegyezte: a Led Zeppelinnek nincsenek igazi balladái. Ennek hatására a Beatles Something című szerzeményének bevezetőjére próbált variációkat, ebből alakult ki a bevezető gitárdallama.
Az USA-ban 1971. november 8-án jelent meg a Led Zeppelin negyedik albuma, Nagy-Britanniában november 19-én.
Egy héttel később már a RIAA által megállapított aranylemez lett az USA-ban 500 000 példány eladásával. Nagy-Britanniában az első helyen állt, az USA-ban a második helyet érte el; az első helyen Carole King „Tapestry” című száma előzte meg (ez 15 hétig vezette a listát). A folyamatos turnézás fenntartotta az album helyét a listán: a Led Zeppelin IV a „Top Sixty”-ben maradt („legjobb 60”) három és fél éven keresztül, összességében pedig 259 hétig volt fent a Billboard listáján, de az élre sosem került. A USA-ban a mai napig 23-szoros platinalemez, ezzel a harmadik helyen áll a legkelendőbb albumok között. Ezzel egyben a hard rock legkelendőbb albumaként tartják számon. A  az USA-ban 2006. július 31-éig 23 000 000 példányban kelt el, így ott ez lett minden idők harmadik legtöbbször eladott albuma.
Még a Rolling Stone magazin is elismerte, hogy az együttes ezzel az albummal elérte kreativitása csúcsát. Lenny Kaye kritikus üdvözölte a Led Zeppelin IV albumot, „a figyelemre méltó ízlésessége és finomsága” miatt. Robert Christgau, a The Village Voice kritikusa a lemezt „csúcs Led Zeppelin és heavy metal”-nak nevezte, a „When the Levee Breaks” számot pedig „diadalmenet”-nek. A IV. album Angliában listavezető is volt, és 62 hétig tartózkodott a toplistákon. Amerikában a Billboard listán 39 hétig szerepelt, de nem volt listavezető.
Az eredeti csomagoláson nem jelölték a zenekar nevét, a cím pedig csak négy szimbólum volt – . Az album ismert elnevezései: Four Symbols és The Fourth Album (az Atlantic Records katalógusában mindkettő szerepel), The Unnamed Album, Untitled, Zoso, Runes, Sticks, Man with Sticks, vagy Four; leggyakrabban Led Zeppelin IV-ként hivatkoznak rá. A Rolling Stone 2005-ös interjújában Plant elmondta, hogy az album címe csupán a negyedik album. A kiadó előzetes véleménye szerint ez szakmai öngyilkosság lenne, ezért az együttes sokáig küzdött, míg elfogadták a borítótervet.
A zenekar még nagyobb sikerrel ötvözte az akusztikus, népzenei elemeket a blues-zal. Az album dalaiban több stílus is meghatározó: a „Black Dog”-ban a hard rock (a címet egyesek szerint a stúdió körül lófráló kóbor kutya ihlette); a „Going to California” tisztelgés Joni Mitchell folkénekesnő előtt; a „Four Sticks”-ben pedig John Bonham négy dobverővel játszik, ahogyan az a számcímből is látszik: négy husáng. A cím egyben utal Bonzo dobverőinek méretére is, hiszen mindig nagyméretű, nehéz verőket használt, amiket a szakma csak Bonzo faágacskáinak nevezett.
A „The Battle of Evermore” az egyetlen Led Zeppelin-dal, melyen vendégénekes szerepel: Sandy Denny, a Fairport Convention énekesnője. A borító belsején, a dal címe mellett látható az ő jele: három egymáshoz kapcsolódó háromszög (a jelet a zenekar választotta neki). Ez és a „Misty Mountain Hop” című dal több hivatkozást tartalmaz J. R. R. Tolkien A Gyűrűk Ura című regényére. A „Rock and Roll”, a „When the Levee Breaks” és a „Stairway to Heaven” a Led Zeppelin legismertebb dalai közé tartozik.
A „Rock and Roll” az 1950-es évek rockzenéje előtti tisztelgés, melyben John Bonham játéka fontos szerepet kap. A dal 2006-ig a Cadillac-reklámokban volt hallható – ez azon kevés esetek egyike, amikor a zenekar még élő tagjai hozzájárultak dalaik felhasználásához.
A  utolsó dala egy Memphis Minnie/Kansas Joe McCoy-blues, a „When the Levee Breaks” feldolgozása. A Led Zeppelin verziója egy sajátos dobszólammal indul, melyet azóta több más előadó felhasznált. A zengő dobhangot úgy érték el, hogy a dobszólamot a stúdió lépcsőjén vették fel.
Ahogy az album megjelent, az együttes máris egy 16 állomásos koncertkörútra indult Nagy-Britanniában. Szeptemberben már (első alkalommal) a Távol-Keleten voltak, Tokióban öt koncertet adtak hatalmas sikerrel (Page és Plant elhatározták, hogy a világ összes országában fel fognak lépni). Bár ez a turné és a legtöbb korábbi is nagyobb baj nélkül lezajlott, mindig volt rá esély, hogy valami rosszul sül el. A jegy nélkül maradt dühös rajongók, akik mindenáron szerettek volna ott lenni egy koncerten, vagy a túlságosan agresszív rendőrség (vagy a biztonságiak), vagy egyszerűen csak a koncerten kialakuló, túlságosan lelkes hangulatnak rossz következményei is lehettek.
1971. július 5-én egy koncert Milánóban (Vigorelli Velodromo) mindössze 40 perccel a kezdete után félbeszakadt, mert a rendőrség könnygázt vetett be a stadionban összezsúfolódott tömegben. A zenekar tagjai elbarikádozták magukat egy kisebb szobában a színpad mögött, ezalatt a berendezésüket összetörték. A zenekart kísérő roadie-k közül többen megsérültek. A zenekar soha többet nem lépett fel Olaszországban.
1971. augusztus 19-én, Robert Plant 23. születésnapján, a Pacific Coliseumban adott koncerten
(Vancouver, British Columbia) mintegy 3000 rajongó jegy nélkül jelent meg a bejáratoknál. A rendőrséggel való összecsapásban 35 ember sérült meg. A berendezésben esett kár miatt a következő évben a város vezetői nem adták meg az engedélyt a zenekar fellépéséhez, pedig akkorra a jegyeket már eladták (a koncertet emiatt áttették a Seattle Coliseumba, Washington államba). Novemberben Empire Poolban ezt úgy próbálták megelőzni, hogy fejenként legfeljebb öt jegyet lehetett vásárolni.
1972 januárjában a Record Mirror és a Disc szavazásán is első lett a Led Zeppelin. Ez év februárjában az együttest nem engedték belépni Szingapúrba, hivatalosan a hosszú hajuk miatt.

#### Houses of the Holy
Következő albumuk, az 1973-as Houses of the Holy még inkább kísérletező: erőteljes dallamok, hosszabb dalok, a szintetizátor és a mellotron gyakoribb használata jellemzi. Az olyan dalokkal, mint a „The Song Remains the Same”, a „No Quarter” vagy a „D'yer Mak'er”, addig teljesen ismeretlen vizekre eveztek. Csakúgy mint a „The Crunge”, amely groove és funk-rock alapokon, bonyolult, váltakozó páros és páratlan ütemekkel operáló alkotás, Plant éneke szinte a raphoz közelít. A „Dancing Days” és a „The Ocean” a korábbi stílusok felé mutat vissza, a „Rain Song” a mellotronra épülő, szimfonikus nagyzenekari hangzást idéző szerelmes dal. Az „Over the Hills and Far Away” stílusában és ritmusában is váltakozó, nagyszerűen felépített dal.
1973-as amerikai turnéjukon rekordot döntöttek: a floridai Tampa Stadiumban a Beatles 1965-ös Shea Stadium-beli nézőszám-rekordját (55 600 néző) megdöntve 56 800 ember előtt játszottak. San Franciscoban két egymás utáni koncertre 125 000 ember látogatott el. A New York-i Madison Square Gardenben adott három telt házas koncertjüket filmre is vették, de csak néhány év múlva adták ki.
A lemez 39 hétig tartózkodott a Billboard 40-es listáján, és listavezető is volt. A USA-ban a mai napig 11-szeres platinalemez lett.
1974-ben megalapították saját lemezkiadójukat, a Swan Song Recordsot, melyet egyik ki nem adott dalukról neveztek el. A kiadó logóján – William Rimmer Evening: Fall of Day című 1869-es festménye alapján – Apollón vagy Ikarosz látható. A logó sok Led Zeppelinnel kapcsolatos terméken megtalálható. Amellett, hogy saját albumaikat itt adták ki, más zenekarokat is leszerződtettek, melyek közül a legismertebbek: Bad Company, Pretty Things, Maggie Bell, Dave Edmunds.
| „                    | Úgy gondolom, a zene az érzelmekről szól: tervezgetés nélkül kell megszületnie. Kipattan a fejünkből, lezuhan a padlóra és ahogy ott pattog, szépen felszedjük. Mi így dolgozunk. De mi mást vártok tőlünk? Kibéreltük a stúdiókamiont, elmentünk vele vidékre, egy régi, romos házba. Ilyen körülmények között elvileg nem is lehetne remélni, hogy a zene összeáll, de mégis ez történt. | ” |
| – Robert Plant, 1974 | |   |

#### Physical Graffiti

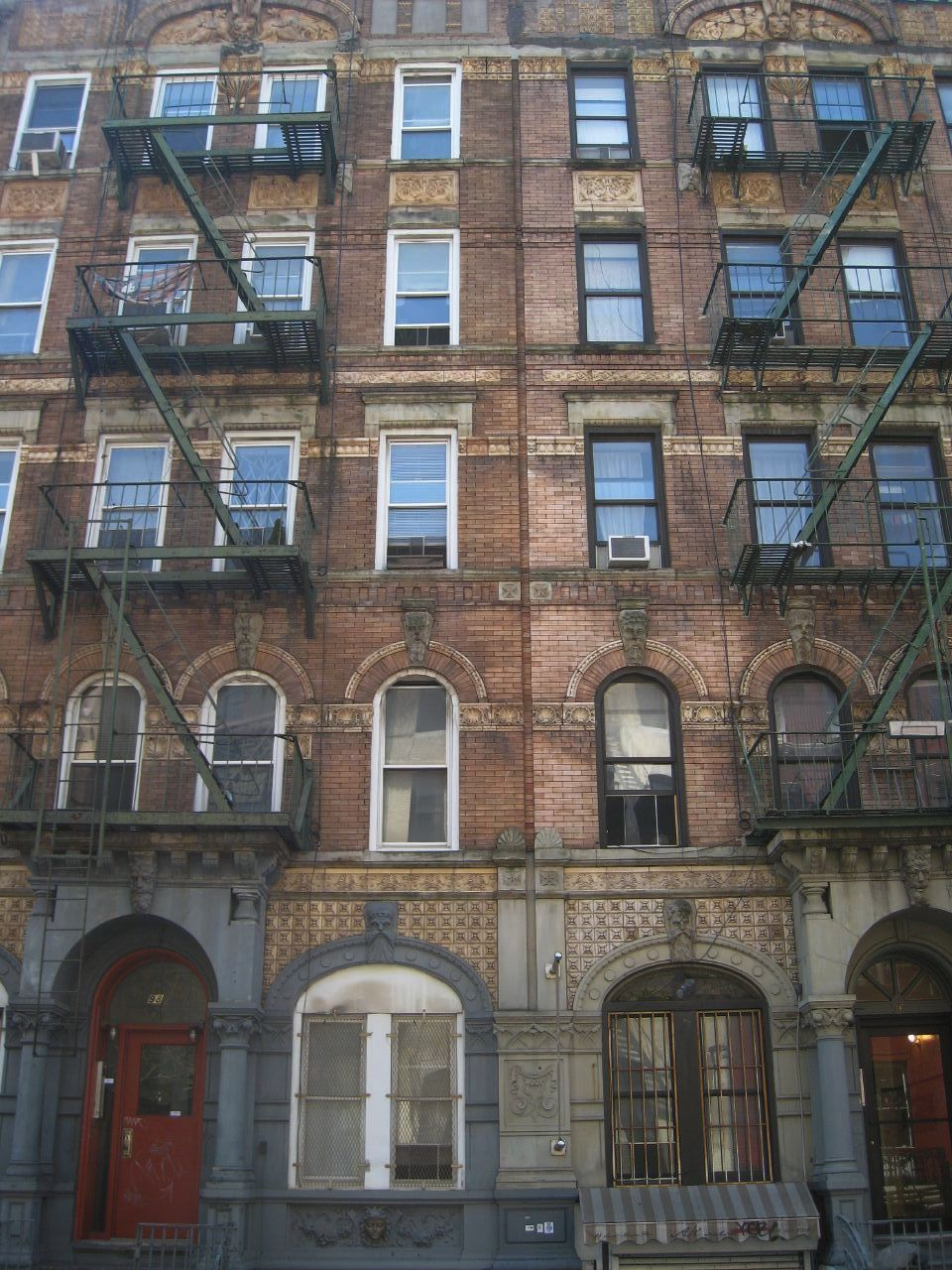
A Physical Graffiti lemezborítója

Az együttes a teljes 1974-es évben a lemezkiadó megszervezésével, a következő album elkészítésével és pihenéssel foglalkozott. Ebben az évben egyetlen koncertet sem tartottak. A koncertszünet eredménye az 1975. február 24-én, a Swan Song Records kiadásában megjelenő első dupla albumuk, a Physical Graffiti. Megint sikerült bizonyítaniuk, hogy különböző stílusok terén is otthonosan mozognak. Példa erre a bonyolult „Ten Years Gone”, az akusztikus „Black Country Woman”, a gyors „Trampled Under Foot” és az indiai–arab hatásokat mutató „Kashmir”.
Nem sokkal később előző négy albumuk újra felkerült a Top 200-as listára. Ismételten amerikai turnéra indultak és újabb rekordokat döntöttek meg.
Az 1975. év eleje turnékkal telt el, mégpedig a gigantizmus jegyében. Ekkor a Led Zeppelin használta a legtöbb hangszórót és legerősebb hangosítást (184 hangszóró, 24 000 watt és 120 decibel). Az Earls Court Arenában öt, egyenként 15 000-es koncertet tartottak egymás után, amelyből néhány felvétel a 2003-as Led Zeppelin DVD-n jelent meg. Ezeket a koncerteket ma már a zenekar legjobb koncertjei között tartják számon. Felhasználták a videokivetítést és a lézertechnológia akkor legújabb vívmányait. A Melody Maker listáin Robert Plant lett az első számú énekes, és Jimmy Page az első gitáros.
E nagyszabású koncertturnét újabb nagy koncertszünet követte: 1975. május 25. és 1977. április 1. között egyetlen koncertet sem tartottak. Ennek több, egymástól független oka volt, többek közt Plant 1975. augusztus 4-i balesete, amelynek során bokatörést szenvedett. 1977. április 1. és június között megint nagyszabású koncertturné következett, amelyet azonban Karac Plant halála szakított félbe.

### A kései évek (1976–1980)

#### Presence
Robert Plant és felesége görögországi vakációjuk során autóbalesetet szenvedett, Plant bokája eltört. Mivel nem tudták folytatni a koncertkörutat, ismét stúdióba vonultak, és elkészítették hetedik albumukat, amelynek eredetileg az Obelisk címet adták. Később mégis Presence (Jelenlét) címmel adták ki. Ez az album több változást is hozott stílusukban. A bonyolult szerveződésű dalok helyett közvetlenebb, jam-szerű számok kerültek rá, mint a „Nobody’s Fault But Mine”; a legjobban sikerült, és a korábbiakra talán leginkább emlékeztető szám, az epikus jellegű „Achilles Last Stand”. A Presence mind a rajongók, mind a kritikusok részéről vegyes fogadtatásra talált: voltak, akik a váltás okának a zenészek szélsőséges életstílusát tartották. Erre az adott alapot, hogy 1976 szeptemberében Page és Bonham kábítószeres botrányairól cikkeztek az újságok. Az album megjelenése óta eltelt időben a kritika már arról beszél, hogy a Presence az egyik legegységesebb és legjobban hangzó, de leginkább félreértett és alulértékelt Led Zeppelin album. Plant egy svéd tévéműsorban szintén az album hangzását emelte ki. Page szerint: „Nagyon elégedett vagyok az egésszel… A munkálatok során minden szálat a kezemben tarthattam.”
Ezen az albumon található a minden idők második legszebb fehér-blues számának kikiáltott „Tea for One”, amely visszafogottságával különleges hangulatot áraszt, végig egy kitörni készülő vulkánra emlékeztet, de amikor egy szokványos felépítésű dalban a fokozás, ritmusváltás és érzelmi tetőpont következne, szinte meglepő módon simul vissza a lágy bluesba.
A Presence már elővételben platinalemez lett a USA-ban. Az album 14 hétig volt az angol toplistákon, valamennyi Led Zeppelin lemez közül a legrövidebb ideig. Ez lett az első olyan album, amelyet a Rolling Stone Magazin már a megjelenés alkalmával dicsérő kritikával látott el. Steven Davis szerint: „Az új lemez bebiztosítja a kvartett számára az ismert világegyetem heavy metal bajnokainak címét.” A Melody Maker olvasóinak szavazásán az év zenészei között Plant a legjobb énekes, a Led Zeppelin a legjobb zenekar, Page a legjobb gitáros és producer, a Physical Graffiti a legjobb album (megelőzve a Queen A Night at the Opera című lemezét), Bonham Keith Moon után a második dobos.

#### A koncertfilm (The Song Remains the Same)
1976-ban, turnéjuk szünetében leforgatták a The Song Remains the Same című film fantázia-betétjeit. Az év végén megjelent a Song Remains the Same és a hanganyagát tartalmazó dupla album. A következő húsz évben ezen 1973-as felvételeken kívül nem jelent meg videóanyag a Led Zeppelinről, és az 1997-es BBC Sessionsig hivatalos koncertfelvételt sem adtak ki. A koncert előadásával a zenekar általában nem volt elégedett, sok helyen hibák fedezhetők fel. Például amikor Plant a „Whole Lotta Love”-ban a középrészben nem az első, hanem a második versszakot ismételte meg, Page viszont sérült kézzel játszott. Ennek ellenére nem keverték újra az anyagot, utólag nem módosítottak rajta, mert nem tartották volna tisztességesnek. A filmet még 1976-ban sem akarták kiadni, de Plant bokatörése miatt nem tudtak turnézni, ezért döntöttek az anyag kiadása mellett.
1977-ben újabb amerikai turnéra indultak, melyen Chicagóban, Los Angelesben és New Yorkban öt-öt este léptek fel telt ház előtt. (A rajongók körében a seattle-i és a clevelandi koncert nem hivatalos felvételei terjedtek el, az előbbi Destroyer címen.) Ebben az évben a New Musical Express szavazásán a Led Zeppelin második lett a Sex Pistols mögött, Bonzo pedig az év dobosa címet nyerte el. Ebben az évben a The Song Remains the Same nyerte el a legjobb album címét és Page a legjobb gitárosét a Melody Maker szavazásán.
Az oaklandi „Day on the Green” fesztiválon adott műsoruk után kapták a hírt, hogy Robert Plant fia, Karac gyomorfertőzésben meghalt. A turné további részét lemondták. A tragédia következtében már a zenekar feloszlásáról szóltak a híradások. A koncertturnét azonnal lefújták, és ismét hosszabb szünet következett a zenekar működésében.

#### In Through the Out Door

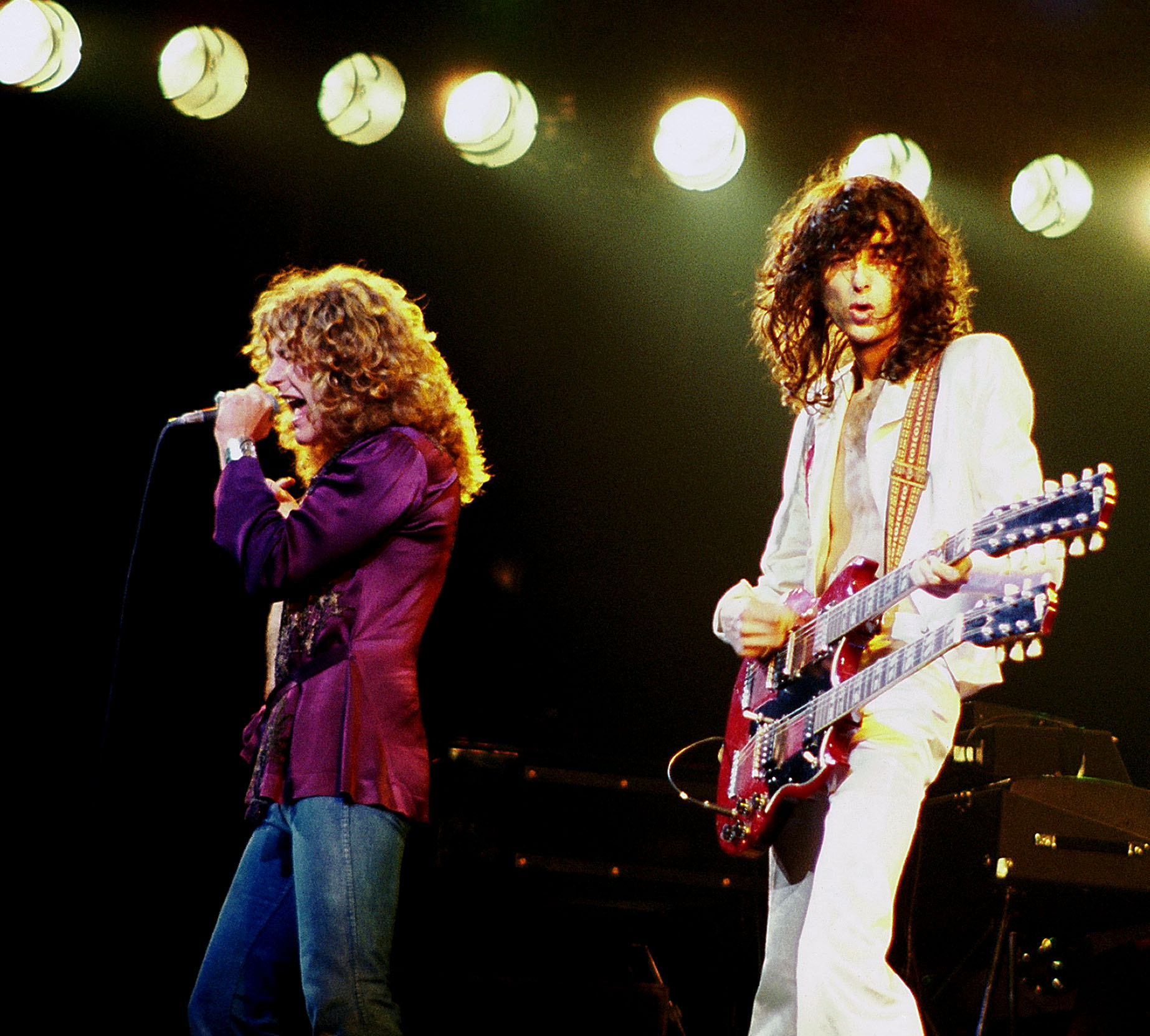
Page és Plant az 1977-es észak-amerikai turnén

1978-ban a Led Zeppelin gyakorlatilag szüneteltette tevékenységét. Közös programjaik, fellépéseik nem voltak. Jones session-zenész volt korábban is, ezért besegített néhány más zenekar felvételeibe. Plant júliusban tartott egy előadást a Melvin Giganticus and the Turd Burglers nevű alkalmi együttessel, majd augusztusban Ibizán dzsemmelt Dr Feelgooddal. Szeptember 7-én újabb csapás érte a zenekart, meghalt barátjuk, Keith Moon, a Who dobosa.
1978 decemberében, az ABBA együttes svédországi stúdiójában (Polar Studio) vették fel új albumukat, az In Through the Out Doort. Több mint kétéves szünet után megint jó kedéllyel és nagy energiával dolgoztak együtt, és a múlttal csak néhány dal témájában és hangzásában foglalkoztak. Olyan számokkal, mint a „Carouselambra” és a „Fool in the Rain”, melyekben John Bonham mutathatta meg tehetségét, valamint a Plant fiának emlékére készült All My Love. A szintetizátorok gyakori használata tanúskodik róla, hogy John Paul Jones zenei ízlése meghatározó volt a felvételek során, bár arányaiban nem nagyobb a jelenléte, mint korábban a zongora és a mellotron.
A hetvenes évek végén a diszkó került a zenei ízlés középpontjába, a kritika pedig leginkább a punkkal foglalkozott, és az évtizedes múltra visszatekintő Led Zeppelin sokak szemében őskövületnek számított. A kritika egész egyszerűen blöffnek nyilvánította az anyagot, ötlettelenséggel vádolva a zenekart. Rajongótáboruk azonban nem csökkent jelentősen, az új lemez az USA-ban és az Egyesült Királyságban is listavezető lett. A Melody Maker szavazásán ismét az év együttese lett a Led Zeppelin, ugyanakkor a legjobb koncertzenekar címét is, valamint az In Through the Out Door a legjobb album rangját is elnyerte. Plant a legjobb énekes, Page a legjobb gitáros és producer, Jones második lett mind a billentyűsök, mind a basszusgitárosok között, Bonham pedig a második dobos. Az NME szavazásán ugyanekkor ugyanezeket a címeket gyűjtötték be, eltekintve attól, hogy Bonham itt az első lett.
1979 augusztusában, két koppenhágai felvezető koncert után, az angliai Knebworth Fesztiválon 400 ezres nézősereg előtt tértek vissza a színpadra. A fesztivál érdekessége, hogy Jason Bonham ekkor dobolt először a Led Zeppelinben. A hangszerbeállás alatt a Trampled Under Foot című számot játszották, amikor Bonzo a fiát ültette a dobok mögé. Novemberben jelent meg az In Through the Out Door, mely után rövid európai, majd amerikai koncertkörutat terveztek. 1980. június 27-én a németországi körúton, Nürnbergben, a harmadik szám közben félbe kellett szakítani egy koncertet, mert Bonzo rosszul lett, és azonnal kórházba kellett szállítani. Az újsághírek szerint már ez az eset is a kábítószer- és alkoholfogyasztással állt kapcsolatban, míg az együttes szerint egyszerűen kimerült a turnézásban.
1979-ben megismétlődött a Melody Maker szavazásának 1975-ös eredménye: újra Plant és Page lett az év énekese és gitárosa.
Utolsó fellépéseik 1980-ban, az NSZK-ban voltak, legutolsó koncertjükre 1980. július 7-én, Nyugat-Berlinben került sor. Október 17-én indult volna a kanadai turné, ahol nagy dobásra készültek. Ahogy Peter Grant nyilatkozta: „A buli háromórás lesz. A zenekar nem használ különleges effektusokat… ez már olcsó dolog. Nekünk nem marad más, mint felrobbantani a színpadot.” Ez a turné azonban már nem valósult meg.
1980. szeptember 25-én alkohol hatására bekövetkezett légzészavarban meghalt John Bonham. A haláleset nyomozását október 27-én zárták le, a boncolás alkalmával kábítószert nem találtak Bonzo testében. A Rock Handbook című angol kiadvány szerint Bonzo nem fulladásban, hanem szívrohamban halt meg.
Hamarosan pletykák és találgatások terjedtek el Bonzo utódlásának kérdéséről, felmerült Cozy Powell, Carmine Appice, Barriemore Barlow, Simon Kirke és Bev Bevan neve is. Ez egészen 1980. december 4-ig tartott, amikor a Led Zeppelin sajtóközleményben bejelentette feloszlását. 1980 őszén Jimmy Page még azt nyilatkozta, hogy „valóságos bűntény lenne a Led Zeppelint felrobbantani”, és komolyan gondolta: „Most, hogy elvesztettük drága barátunkat, és mivel nagyon erős harmóniában éltünk és dolgoztunk, úgy döntöttünk, nem folytatjuk tovább.” Jones 1986-ban, a terjedő pletykákra így reagált: „A Led Zeppelin nem létezik többé. Csak mi hárman vagyunk. Nagy szégyen lenne, ha valaki megpróbálná újjáalakítani a bandát.” 1988-ban Plant nyilatkozta: „A Led Zeppelin abban a pillanatban megszűnt, amikor megtudtuk Bonzo halálhírét”.
Phil Collins nekrológja: „Bonham halála veszteség a zenének, és egy kicsit a végét jelenti a rock and roll történetének.”

### Coda (1982)
1980 decemberében, amikor a Led Zeppelin már hivatalosan sem létezett, a Melody Maker szavazáson az együttes a negyedik helyre került a Genesis, a Pink Floyd és a Police mögött. Plant Peter Gabriel után a második, Page Ritchie Blackmore és Steve Hackett mögött a harmadik. Bonzo a negyedik dobos, Jones az ötödik basszusgitáros lett.
Peter Grant tevékenységének köszönhetően a Led Zeppelin örökségét nem szedték ízekre a gátlástalan kiadók rossz koncertfelvételekkel és ki nem adott korábbi számokkal. Ennek eredményeképp a zenekar méltó módon tudott búcsúzni Bonzótól, ők maguk válogatták ki azokat a felvételeket, amelyeket erre alkalmasnak tartottak. Két évvel Bonham halála után megjelent utolsó nagylemezük, a Coda, korábbi lemezeik felvételei közben készült kiadatlan dalokkal. (Az 1990-es években több válogatáslemezük és gyűjteményes kiadásuk is megjelent.)
A Coda – címéhez illően – összefoglalja és bekeretezi a zenekar pályafutását, 1969 és 1978 között írt dalok találhatók rajta, mindegyik különleges feelinggel, kimagaslik közülük a Poor Tom dob-ének kettőse, a Darlene vidám hangulata, vagy a Bonzo's Montreux dob-billentyű improvizációja. A Coda szerkezetében igazi konceptlemez lett. A nyolc számból az első és az utolsó dübörgő hard rock, a második és hetedik dob alapra épülő dob-ének és dob-billentyű páros, a középső négy pedig a Led Zeppelin széles spektrumából válogat; a harmadik szám blues, a negyedik és az ötödik feszes, középtempójú hard rock, a hatodik pedig rock and roll alapú örömzene. Mindegyikben közös, hogy a dobok hangsúlyos szerepet kapnak.

## A Led Zeppelin koncertjei
Mind a négy zenész egyetértett abban a fontos kérdésben, hogy az élő zene, a koncertek és a turnék a legfontosabbak egy zenekar életében, ahol kapcsolat van a közönség és az előadó között. A stúdiómunkát szükséges rossznak tekintették, és a stúdióban is igyekeztek a zene spontaneitását és improvizatív jellegét megőrizni. John Bonham egy riportban elárulta, hogy sosem játsszák fel külön sávokra a hangszereket, hanem a komplett alapot és kíséretet egyszerre, amihez legfeljebb a gitárszólók és a kiegészítő hangzások (tabla, tamburin, vokál) kerülnek utólag a szalagra. Ugyanebben a beszélgetésben mondta: „Eddig a legtöbb nekifutás négy volt, de a jövőben valószínűleg inkább elsőre vagy másodikra veszünk fel mindent, mert az érzés jobban benne marad.” „A koncertjeink döntő fontosságú elemei az élő zene meghatározhatatlan pillanatai voltak. Az az érzés, hogy olyasvalamit próbálunk elérni, ami a lemezeken nem volt nyilvánvaló. Az élő fellépések voltak a zenekar létezésének igazi gyöngyszemei.” (Plant) A Led Zeppelin koncertjei merőben különböznek bármilyen más zenekar előadásaitól. Page – akit 1969-től a világ legnagyobb gitárosai között tartottak számon – sohasem tolta magát annyira előtérbe, mint bármelyik más nagy gitáros. A hegedűvonóval előadott betéteket leszámítva mindig kapcsolatban maradt szólói közben is a ritmusszekcióval, sőt még Plantet is bevonta a gitár-ének felelgetéssel ezekbe.
Az együttes a közös zenélést egy koncertturnén kezdte, amikor közös saját számaik még nem is voltak. Ahogy bővült a repertoár, úgy lett műsoruk egyre változatosabb. Voltak olyan dalaik, amelyeket minden koncerten eljátszottak (például a „Rock and Roll”) és voltak olyanok, amelyeket sohasem (például a „Four Sticks”). Előadásonként szabadon váltogatták az előadott dalokat, a bőség zavarával küzdve hosszú egyvelegeket játszottak saját szerzeményeikből és más előadók általuk kedvelt zenéiből. Ritkán fordult elő, hogy kétszer ugyanazzal a programmal léptek volna fel, de ezen belül a dalok is improvizatív részekkel voltak teli.

## A Led Zeppelin utóélete: későbbi közös munkák

### 1980-as évek
Plant és Page legközelebb a The Honeydrippers: Volume One EP-n zenélt együtt 1984-ben Jeff Beckkel. 1985. július 13-án, a philadelphiai John F. Kennedy Stadionban tartott Live Aid koncerten a Led Zeppelin három tagja ismét együtt lépett színpadra (Zeppelin néven), a doboknál Tony Thompson, illetve Phil Collins ült. Három számot játszottak: Rock and Roll, Whole Lotta Love és Stairway to Heaven. A próbák hiánya, a két dobos felállás és a rosszul működő kontroll-hangszórók miatt az előadás nem szólt igazán jól. Olyannyira, hogy a Live Aid DVD kiadására nem is engedték feltenni.
A Live Aid felállásában 1985. júliusában Philadelphiában is felléptek, kiegészülve Paul Martinezzel.
1986-ban, az angliai Bath-ban tartott próbák után felmerült, hogy Thompson részvételével ismét összeállnak, de a dobos súlyos autóbalesetet szenvedett, és fel kellett adnia a zenélést.
1988-ban John Bonham fiával, Jasonnel kiegészülve léptek fel az Atlantic Records megalakulásának 40. évfordulóján tartott koncerten. Page és Plant ezt a fellépést is igen rossznak minősítették. Jasonnel együtt játszottak még Robert Plant lánya, Carmen 21. születésnapján, valamint Jason esküvőjén.

### 1990-es évek
1990-ben Plant és Page a Knebworth Fesztiválon játszott néhány számot. 1994-ben Jones nélkül adtak egy MTV Unplugged (az ő elnevezésük szerint Unledded) koncertet. Ebben akusztikusra és nagyzenekarra átdolgozott Led Zeppelin-dalokat adtak elő, mely után világturnéra indultak egy közel-keleti kamarazenekarral. Az együttműködésből lemez is született, a No Quarter (1994).
1997-ben, tizenöt év szünet után, újabb Led Zeppelin album jelent meg, a BBC Sessions. A két lemezen majdnem az összes, 1969-ben és 1971-ben, a BBC számára készített felvételüket kiadták. Ugyanebben az évben (augusztus 29-én) az Atlantic kiadta a Whole Lotta Love-ot: ez az egyetlen CD-n megjelent kislemezük.
1998-ban Page és Plant elkészítette első, kizárólag új dalokat tartalmazó lemezüket, a Walking into Clarksdale-t.

### 2000-es évek
2002-ben a brit sajtó arról számolt be, hogy Plant és Jones között elsimultak régi nézeteltéréseik, és lehetséges, hogy ismét együtt játszanak, sőt turnéra indulnak. A híresztelések szerint a dobosuk Dave Grohl lett volna (Nirvana, Foo Fighters) – ezt az értesülést Page később cáfolta.
2003-ban jelent meg az 1972 nyarán, Los Angelesben és Long Beachen adott koncertjeik anyaga (How the West Was Won), illetve a több koncertről válogatott Led Zeppelin DVD. Utóbbi az év végéig 520 ezer példányban fogyott el.
2005-ben megkapták első Grammy-díjukat, egy életműdíjat.

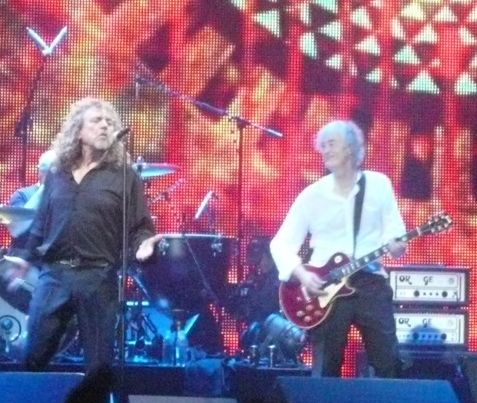
A 2007-es fellépés

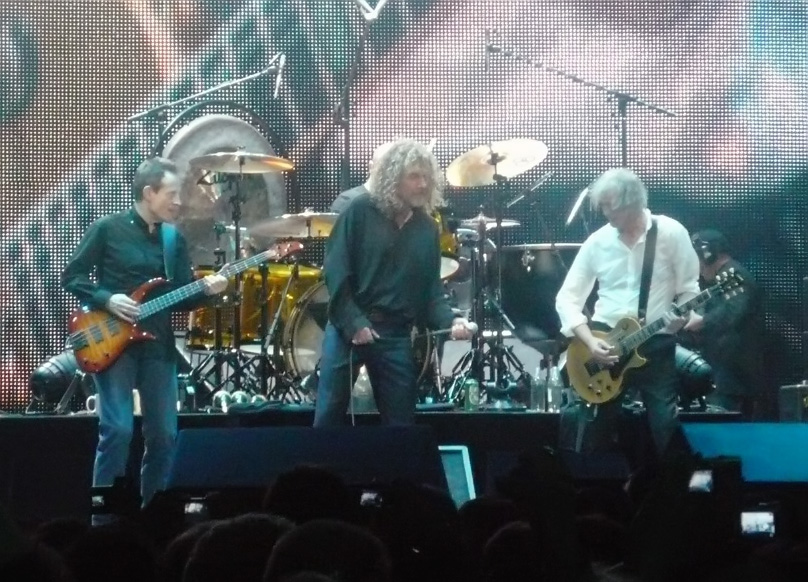
A Led Zeppelin 2007-ben
Balról jobbra: John Paul Jones, Robert Plant, Jimmy Page

2007 szeptemberében, az addig hetek óta nem hivatalosan terjedő információt, miszerint újabb koncert van kilátásban, a három tag erősítette meg egy londoni sajtótájékoztatón. A koncert november 26-ára tűzték ki, az Ahmet Ertegun Found javára, kinek névadója az Atlantic Records megalapítója volt. A koncertet a londoni O2 Arénában, más néven Millennium Dome-ban szervezték meg. A hír tudatában 25 millió lelkes rajongó rohamozta meg a jegyrendelésre létrehozott weboldalt, melynek következtében az teljesen összeomlott. Végül a beérkező regisztrációkból sorsolták ki a szerencséseket, akik szem és fültanúi lehetnek a zenetörténelmi eseménynek. November elején kiderült, hogy Jimmy Page eltörte jobb kisujját, ezért a koncertet két héttel később, december 10-én tartották meg.
2012. novemberében jelent meg a koncert felvétele Celebration Day címmel CD-n, DVD-n és BRD-n és még hanglemezen is.
A koncerten a következő számokat játszották:
1. Good Times Bad Times
2. Ramble On
3. Black Dog
4. In My Time of Dying
5. For Your Life
6. Trampled Under Foot
7. Nobody’s Fault But Mine
8. No Quarter
9. Since I've Been Loving You
10. Dazed and Confused
11. Stairway to Heaven
12. The Song Remains the Same
13. Misty Mountain Hop
14. Kashmir

Első ráadás:
1. Whole Lotta Love

Második ráadás:
1. Rock and Roll

2014. június 2-re tervezik az első három album újrakevert változatainak kiadását.

## Diszkográfia
- Led Zeppelin (1969)
- Led Zeppelin II (1969)
- Led Zeppelin III (1970)
- Led Zeppelin IV (1971)
- Houses of the Holy (1973)
- Physical Graffiti (1975)
- Presence (1976)
- In Through the Out Door (1979)
- Coda (1982)

## Filmográfia
- The Song Remains the Same – 1976. október 20.
- Led Zeppelin DVD – 2003. május 27.
- Led Zeppelin – Celebration Day – 2012. november 19.

## Elismerések, díjak, helyezések

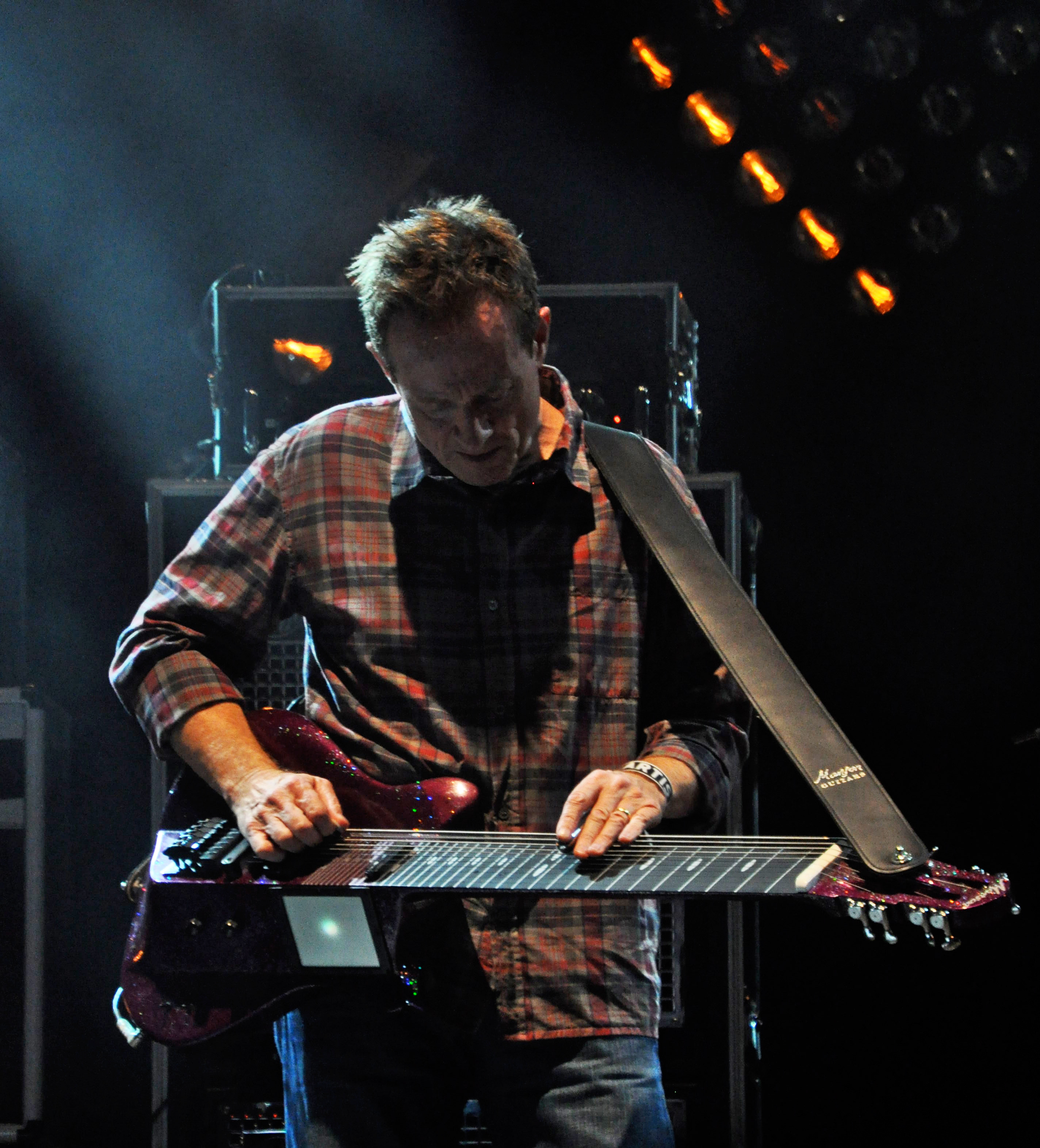
John Paul Jones a slide-gitárral 2009-ben

A Led Zeppelin ma már minden mértékadó zenei forrás szerint az egyik legnagyobb hatású zenekar, helyezések és elismerések tekintetében is sok rekordot tart.
Máig a Led Zeppelin az egyetlen együttes, melynek az összes albuma felkerült a Billboard Top 10 listájára. 1999. november 29-én a Recording Industry Association of America bejelentette, hogy a Led Zeppelin a harmadik olyan együttes, amelynek négy, vagy annál több gyémántlemeze van.
Már 1969-ben a Beat Instrumental szavazásán a legjobb koncertzenekar és a legjobb énekes, a második gitáros és negyedik basszusgitáros, valamint harmadik legjobb brit zenekar címeket gyűjtötték be.
1970-ben már a legjobb új előadónak járó Grammy-díjra jelölték, és a Led Zeppelin II-t a legjobb albumnak. További Grammy-díj jelölések:
- 1974: Houses of the Holy, legjobb album
- 1976: Physical Graffiti, legjobb album
- 1977: Presence, legjobb album
- 1979: In Through the Out Door, pop-rock kategória legjobb albuma
- 1980: In Through the Out Door, legjobb album.

Az elnyert Grammy-díjak:
- 1994: Led Zeppelin, legjobb előadó kategóriában
- 1999: Led Zeppelin, legjobb előadó kategóriában
- 2005: Led Zeppelin, életműdíj.[144][145]

A legjobb koncertzenekar címét nyerték el a Q Merit Award 1992-es, a Polar Music Prize 2006-os és a MOJO Award 2008-as szavazásán. A 2006-os díjat a svéd király személyesen adta át.
1995. január 12-én a Led Zeppelint beiktatták a Rock and Roll Hall of Fame listájába. 2003-ban a Mojo Hall of Fame, 2006 novemberében pedig a UK Music Hall of Fame listájába is bekerültek. 2004-ben (24 évvel a zenekar megszűnése után) a Rolling Stone Magazin 100-as listáján a 14. helyezést érték el a közönségszavazatok alapján.
Mikal Gilmore véleménye szerint a Led Zeppelin a legmaradandóbb és legnagyobb teljesítmény a 20. század zenéjében.
2013-ban az Echo életműdíját kapták, amelyet 2013. március 21-én Page és Jones személyesen vett át Berlinben. Plant egy már korábban lekötött koncert miatt nem tudott részt venni az eseményen.

## Plágiumvádak
A kölcsönzött motívumok már a Yardbirds időszakában problémákat okoztak a zenekarnak. A blues műfajában azonban mindenki kölcsönzött mindenkitől, épp ez adta az egyik jellegzetességét. A Yardbirds dobosa ezt így kommentálta: „Eredetileg alapvetően feldolgozásokat játszó zenekar voltunk, aztán egy csomó mindenre született saját változatunk, amelyek elég komoly eltéréseket mutattak. Gondolom, úgy éreztük, hogy ezek az eltérések elég markánsak ahhoz, hogy saját szerzeményeinknek nevezzük a dalokat.”
A Led Zeppelin a korai időszakban több feldolgozást is játszott, néhány közülük felkerült az albumaikra is. Ennek egyfelől kényszerűségi okai voltak, hiszen alig néhány nappal a zenekar megalakulása után már hosszú koncertturnéba kezdtek, és saját számaik még egyáltalán nem voltak. Másfelől azonban a kor ('60-as évek vége) általánosan elterjedt szokása volt, hogy minden együttes játszott másoktól származó dalokat is. Ennek egyik feltűnő példája a Deep Purple első három albuma (Shades of Deep Purple, The Book of Taliesyn és Deep Purple), amelyek Billy Roberts (például a „Hey Joe”, amit általában Jimi Hendrix interpretációjából ismerünk), Joe South, Neil Diamond, The Beatles, Donovan Leitch és még sok más szerző dalait tartalmazzák.
Az „I Can’t Quit You Baby”-t Willie Dixon, a „You Shook Me”-t pedig Dixon és J. B. Lenoir írta. A „Bring It on Home” nagyon hasonló Sonny Blake azonos című 1963-as felvételéhez és Willie Dixon „Bring It on Back” című dalához. Sonny Boy viszont maga is kölcsönözte Dixontól. A Lemon Song Howlin's Wolf „Killing Floor” című dala (bár ennek említései alkalmával azt nem nagyon szokták hozzátenni, hogy az albumon megjelent számnak több mint fele tisztelgés Robert Johnson előtt a Squeeze My Lemon című betéttel), a Heartbreaker ugyanennek a riffnek más ritmusú variációja, a „Boogie with Stu” pedig Ritchie Valens „Oh, My Head” című alkotásából kölcsönzés. A „Communication Breakdown” Eddie Cochran „Nervous Breakdown” című dalát idézi. A „Whole Lotta Love” Dixon „You Need Love” című dalára hasonlít, a „How Many More Times” rendkívül húzós, és széles körben közismert riffje Albert King „The Hunter” című dalának kölcsönvett riffje. Az 1970-es években az Arc Music, a Chess Records egyik alkiadója a „Bring It on Home” kapcsán szerzői jog megsértése miatt beperelte a Led Zeppelint, majd Dixon beperelte az Arc Musicot és visszakövetelte szerzői jogait és tiszteletdíjait. Dixon évekkel később a „Whole Lotta Love” miatt a Led Zeppelint is beperelte. A Led Zeppelin II új kiadásain már Dixon nevét is feltüntették a szerzők között. Dixonnak ezt a számát a Small Faces is átvette a You Need Loving című számban, és az albumon szintén nem tüntették fel Dixon nevét. A Small Facest Dixon nem perelte. A helyzetet bonyolítja, hogy a „You Need Love”-ot Muddy Waters is játszotta. Mint 1995-ben kiderült, a Small Faces is megorrolt a Led Zeppelinre azért, mert átdolgozták az ő átdolgozásukat. A Vanilla Fudge „I Need Love” című 1969-es dala szintén igen hasonló ehhez.
A „Dazed and Confused” és a „Babe I’m Gonna Leave You” Jake Holmes és Anne Bredon szerzeményeinek átdolgozása. A Dazed and Confused esetében az ihletmerítés még a Yardbirds idejére tehető. Megváltoztatták a hangszerelést és átírták a szöveget; a kész Yardbirds-dal már csak az ereszkedő basszushangokban hasonlított az eredetire. Ez a Yardbirds-feldolgozás egy BBC felvételen maradt meg, mert kereskedelmi forgalomba nem került ki, és lényegében megegyezik a Led Zeppelin-változattal. Az általános motívumcserékre jó példa a „Babe I’m Gonna Leave You” esete. Ezt a számot Joan Baeztől ismerték, és az ő változatát dolgozták fel, bevallottan a Baez iránti tiszteletből. Csakhogy Baez ezt a dalt Janet Smithtől tanulta. De az eredeti szerző kilétére csak a ’80-as években derült fény (mivel Baez sem tüntette fel a szerzőket), amikor Anne Bredon fia ismerte fel anyja dalát, és részt követelt a jogdíjakból.
Hasonló a „Black Mountain Side” esete is. Ezt már a Yardbirds is játszotta White Summer címmel, körülbelül hasonló módon, mint az első albumon hallható. A gitártéma alapja Bert Jansch folkgitárostól való, aki viszont Anne Briggs énekesnő egy számából kölcsönözte. Briggs 2003-ban elmondta, hogy a dal Bert Lloyd népzenegyűjtőtől származik, míg zenéje kölcsönzés Stan Ellisontól. Briggs szerint a folkzene alapját képezik a zenei minták átvételei.
Dave Headlam úgy összegezte ezeket, hogy a Led Zeppelin dalainak vizsgálata során nyilvánvaló, hogy sok korábbi alkotás motívumai megtalálhatók a zenében. Ezeknek egyfelől nem szerzője a Led Zeppelin, másfelől azonban éppen a Dazed and Confused és a Whole Lotta Love egyfajta azonosítója a Led Zeppelin lényegének. Robert Palmer szerint a korabeli blues zene és annak szövegei mintegy népzenei motívumként keringtek az akkori zenei életben, és mindenki úgy hasznosította azokat, ahogy az a személyes stílusigényeinek megfelelt, ezenkívül maga a zenei szakma sem látott ebben semmi kifogásolni valót. Jimmy Page 1993-ban a Guitar World magazinnak nyilatkozott e témában, és véleménye szerint ha vannak is a zenében és a szövegekben máshonnan származó elemek, a Led Zeppelin hozzáadta a magáét. Nem szolgai, üres másolatokat készítettek, hanem meghatározták, hogyan alkalmazhatók ezek a bluesformátumok és vándormotívumok az ő korukban. És ennek az ellenkezője is igaz, az 1970-es években tengernyi blues-zenész építette be saját játékába a Led Zeppelin által kikísérletezett fogásokat, elemeket, sőt talán a teljes Zep-koncepciót.

## További irodalom
- Dollar, Fred. Led Zep were my backing band (2005)
- Susan Fast. In the Houses of the Holy: Led Zeppelin and the Power of Rock Music (2001) (átvéve: :en:Led Zeppelin)
- Lewis, Dave. Led Zeppelin: the complete guide to their music (angol nyelven). Omnibus Press (2004). ISBN 1-84449-141-2
- Cross, Charles R. Led Zeppelin: Shadows Taller Than Our Souls (1991)
- Prochnicky, Jerry – Hulett, Ralph. Led Zeppelin: Good Times, Bad Times: A Visual Biography of the Ultimate Band